# Impacto do aquecimento global no Brasil

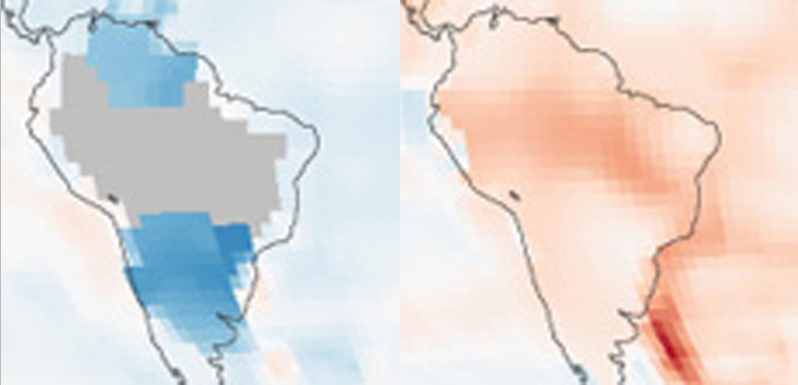
Temperaturas na década de 1880 e 1980, comparadas à média no período entre 1951 e 1980. O interior do Brasil não tem muitos dados disponíveis no século XIX, gerando mais incerteza, mas nas áreas cobertas por medições as diferenças são bem visíveis. O gráfico é um recorte de uma estimativa global produzida pela NASA.

Os impactos do aquecimento global no Brasil referem-se aos efeitos em vários domínios da vida humana e silvestre brasileira decorrentes das mudanças climáticas já observadas e das projetadas para ocorrer futuramente a partir de vários cenários de possibilidade estabelecidos pela ciência.
O aquecimento global é provavelmente o maior desafio ambiental que o mundo hoje enfrenta, tendo vastas repercussões sobre toda a biosfera, onde se inclui o homem. Vários estudos internacionais vêm enfocando o Brasil com especial interesse, em vista da importância dos seus ecossistemas no equilíbrio do clima mundial e no suprimento de inúmeros serviços ambientais de importância vital para os seres humanos. Em geral, esses estudos, que têm horizonte de até cem anos, apontam para impactos em larga escala em múltiplos níveis.
Vários efeitos já se verificam de maneira importante, entre eles erosão costeira e secas e inundações intensificadas, que devem piorar ao longo do século XXI se as tendências continuarem no rumo em que estão hoje. Algum agravamento dos impactos já observados é considerado inevitável devido a mecanismos que foram desencadeados e que não podem ser impedidos, mas os cientistas acreditam que ainda é possível evitar a situação de risco maior, desde que sejam tomadas medidas amplas e rápidas nesta direção, caso contrário a oportunidade pode ser perdida. Os governos do mundo em geral trabalham para evitar uma elevação das temperaturas acima de 2 °C ao longo do século XXI, considerada o máximo tolerável para que uma catástrofe global não se concretize, mas a maioria dos cientistas pensa que a elevação será ainda maior, chegando a 4 °C, em vista da lentidão da resposta mundial a este desafio. Se isso ocorrer, os impactos do aquecimento se somarão em cascata, evoluindo para uma dimensão de catástrofe global, com efeitos negativos vastos e irreversíveis, comprometendo seriamente a sobrevivência da civilização e do mundo natural como os conhecemos. No entanto, segundo as melhores avaliações disponíveis, o custo do seu enfrentamento e mitigação é muitíssimo menor do que a recuperação dos danos decorrentes da incredulidade ou da apatia neste momento, que é crítico para a definição do futuro de dezenas de gerações que vierem daqui para a frente.
O Brasil é signatário do Protocolo de Kyoto, o mais importante acordo multilateral para combate ao aquecimento, bem como acompanha a evolução dos debates e das pesquisas internacionais, além de desenvolver uma política climática própria e apoiar muitos pesquisadores nacionais envolvidos com o assunto. Em 2013 foi publicada a primeira grande síntese sobre o clima e seus efeitos produzida a partir de modelos climáticos criados no Brasil e a ele especificamente voltados, dando novos e sólidos subsídios para a criação e implementação das necessárias políticas públicas adaptadas às realidades locais. Em vários aspectos o país mostra avanços nos últimos anos, mas em muitos outros surgem retrocessos, e o atual governo tem recebido enorme quantidade de críticas sobre seus objetivos e seu desempenho na questão ambiental.

## Aquecimento global: um panorama sintético
Aquecimento global é uma expressão que se refere ao processo de elevação da temperatura média mundial da atmosfera e dos oceanos que vem sendo observado desde o século XIX, e que deve, segundo as previsões científicas, continuar ao longo do século XXI e provavelmente por mais tempo, se as tendências continuarem como estão. O aquecimento observado até a primeira metade do século XX pode, pelo menos em parte, ter sido causado por fatores naturais, mas o que se verificou desde então, segundo o consenso mundial dos cientistas, é provocado pelo homem. O fenômeno tem suas origens na emissão de gases do efeito estufa (ou gases estufa), entre eles o vapor d'água, o gás carbônico, o metano, o óxido nitroso e o ozônio, que dificultam a irradiação para o espaço do calor armazenado na Terra, elevando as temperaturas globais. O vapor d'água, o componente de mais peso no total, não tem sua concentração diretamente modificada pelo homem, mas age como retroalimentador, intensificando o fenômeno. O gás carbônico é o principal gás estufa de origem humana. Esses gases produzidos pelo homem têm origem principalmente na queima de combustíveis fósseis, no desmatamento e em práticas agrícolas daninhas, como a queimada e o uso excessivo de fertilizantes.

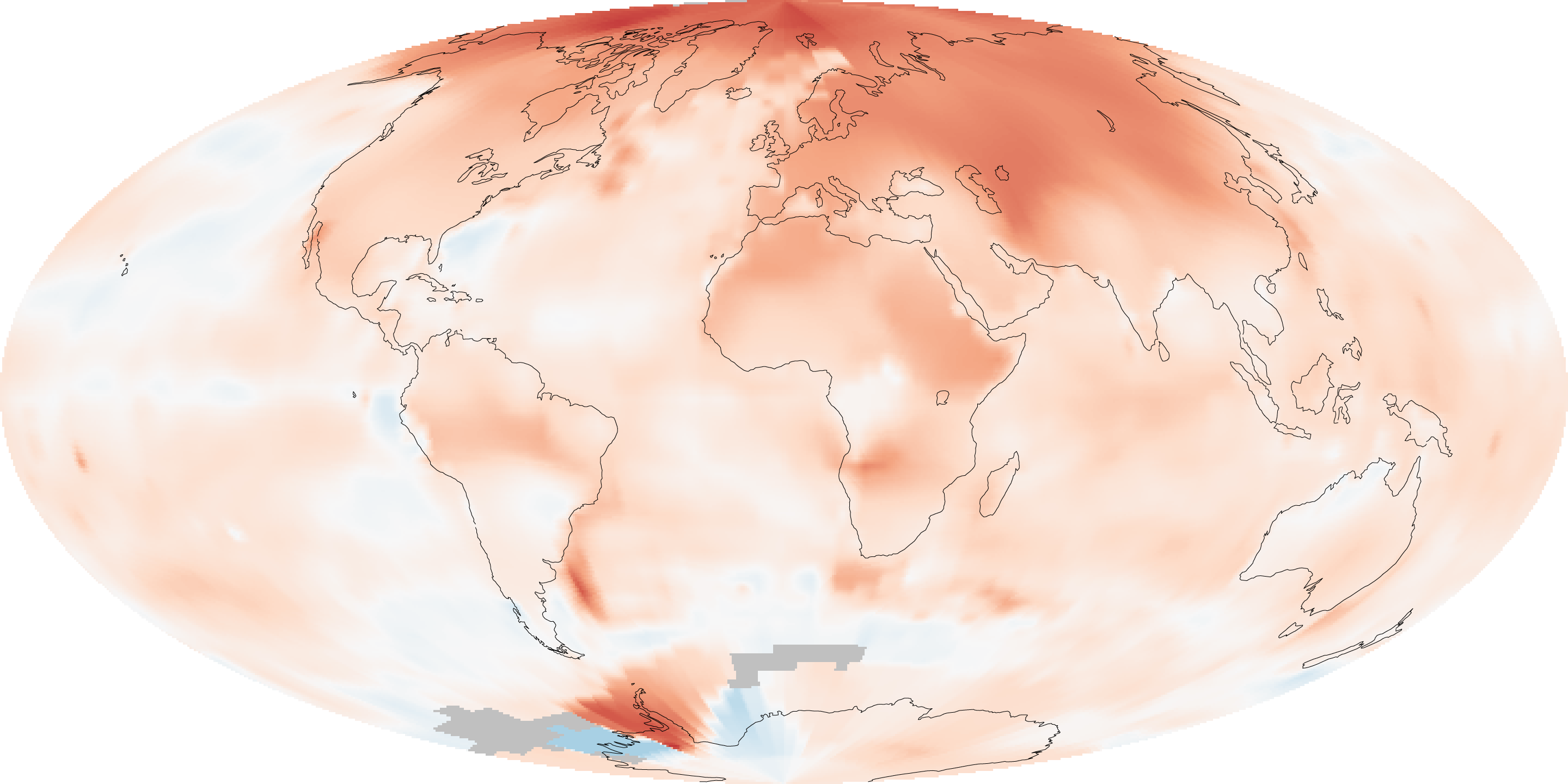
Mapa do globo mostrando a anomalia térmica mundial da década 2000-2009 em comparação à média do período 1951-1980. As regiões mais aquecidas estão no Hemisfério Norte, próximas ao Ártico e nas zonas temperadas. No Hemisfério Sul as mudanças mais importantes são limitadas à Península Antártica. A diferente concentração do calor pelas várias regiões é consistente com os modelos teóricos.

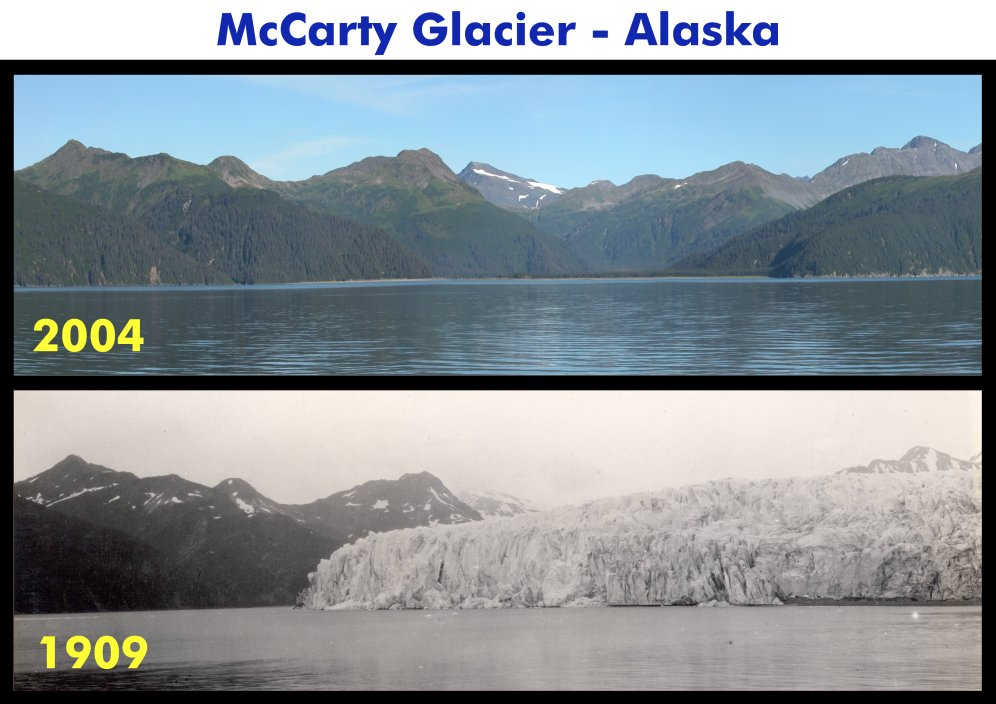
O recuo generalizado dos glaciares polares e montanhosos é uma das evidências mais óbvias da realidade do aquecimento global.

A temperatura mundial aumentou em média 0,76 °C entre 1850 e 2005 (com margem de incerteza entre 0,57 °C e 0,96 °C). As previsões sobre a evolução futura da temperatura no decorrer deste século dependem de muitas variáveis, como o crescimento populacional, a adoção ou não de políticas de mitigação, ou o modelo econômico prevalente. Os principais modelos matemáticos em uso preveem uma elevação de 1,1 a 6,4 °C na temperatura média global até o ano de 2100, como indica o Quarto Relatório do Painel Intergovernamental sobre Mudanças Climáticas (IPCC), publicado em 2007, a mais completa síntese científica sobre o problema até hoje realizada, produto do trabalho de milhares dos melhores especialistas de todo o mundo e ratificado por virtualmente todas as principais associações científicas internacionais e a maioria dos governos do mundo. Apesar de as previsões do IPCC, mesmo as mais otimistas, serem muito preocupantes, uma série de estudos realizados após esta data apontam para uma elevação ainda maior, com efeitos negativos mais graves. Entre fins de 2013 e meados de 2014 deve aparecer na íntegra o Quinto Relatório do IPCC, dando uma visão geral atualizada sobre o assunto. O esboço aprovado do Sumário para os Criadores de Políticas, com um resumo do problema acessível aos leigos, dando também orientações gerais para os governos e a sociedade, já foi divulgado em setembro de 2013 em Estocolmo. Segundo declarou o IPCC, o novo relatório confirmará com ainda maior certeza que o homem é o responsável pelo atual aquecimento do planeta, alertando que os efeitos negativos já observados se tornaram mais pronunciados, e os perigos da inação, maiores.
A preocupação dos cientistas se justifica. O aquecimento global provoca uma enorme série de importantes mudanças nos sistemas físicos e biológicos da Terra, que produzem impactos negativos em larga escala, sendo considerado provavelmente a mais importante ameaça ambiental que o mundo enfrenta hoje. Como os ecossistemas dependem da estabilidade do clima para prosperar, mudanças no clima, como temperaturas maiores, alteração no regime de chuvas e ventos, nas propriedades do solo, do ar e das águas, provocam desarranjos generalizados entre os seres vivos, quebrando inúmeras cadeias alimentares, perturbando locais de abrigo e os ciclos de crescimento e reprodução, e facilitando a proliferação de espécies invasoras. Estes e outros fatores combinados têm acelerado o declínio contemporâneo da biodiversidade mundial. As espécies que não podem se adaptar a tempo acompanhando essas rápidas mudanças, que são seguramente a grande maioria, estão condenados à extinção em um futuro próximo ou a substancial declínio populacional.
Outros efeitos importantes do aquecimento global são a subida do nível do mar por causa da expansão térmica das águas, alagando grandes regiões costeiras em todo o mundo, habitadas por enorme população, a acidificação, dessalinização e desoxigenação dos mares, com prejuízo generalizado para as formas de vida marinhas e sua capacidade de atender à demanda humana como alimento; provocação de secas mais intensas e prolongadas, com sério prejuízo para a agricultura, a pecuária e a silvicultura, com efeitos piores sobre os países mais pobres; redução da cobertura florestal mundial, especialmente nas regiões tropicais e subtropicais, que pode chegar à desertificação; perda de gelo polar e montanhoso, com efeito importante sobre os ecossistemas frios, e derretimento do permafrost, o solo congelado das regiões polares, liberando grandes quantidades adicionais de gases estufa na atmosfera; mudança irregular no padrão dos ventos e aumento no número e na intensidade dos episódios de tempo severo, como as ondas de calor ou frio extremos e os ciclones tropicais, que frequentemente resultam em perdas de vidas, impactos ambientais adicionais ou destruições materiais significativas.
A vital dependência do homem em relação à natureza é autoevidente, e sua preservação é matéria de fundamental interesse para toda a humanidade. Precisamos de oxigênio produzido pela fotossíntese vegetal e ar purificado pelas matas e pela chuva para respirar, de água limpa pelos ciclos naturais para beber, de solo fértil produzido por processos biológicos para plantar, de polinizadores, fixadores de nitrogênio e inimigos naturais de pragas para nossas lavouras, precisamos de animais e plantas para nos alimentar, embelezar nossas vidas e moradas, nos curar de doenças, nos dar companhia e conforto emocional, como fonte de conhecimentos e inspiração artística e espiritual. Alguns animais ajudam o homem em seu trabalho e servem de meio de transporte de pessoas e cargas; as plantas nos dão também madeira para combustível e construção, fibras, substâncias medicinais, óleos, resinas, corantes, frutos e sementes comestíveis ou úteis de outras formas, e as paisagens nos deleitam, nos dão oportunidades de lazer e esporte, entre muitos outros serviços que a natureza oferece ao homem.

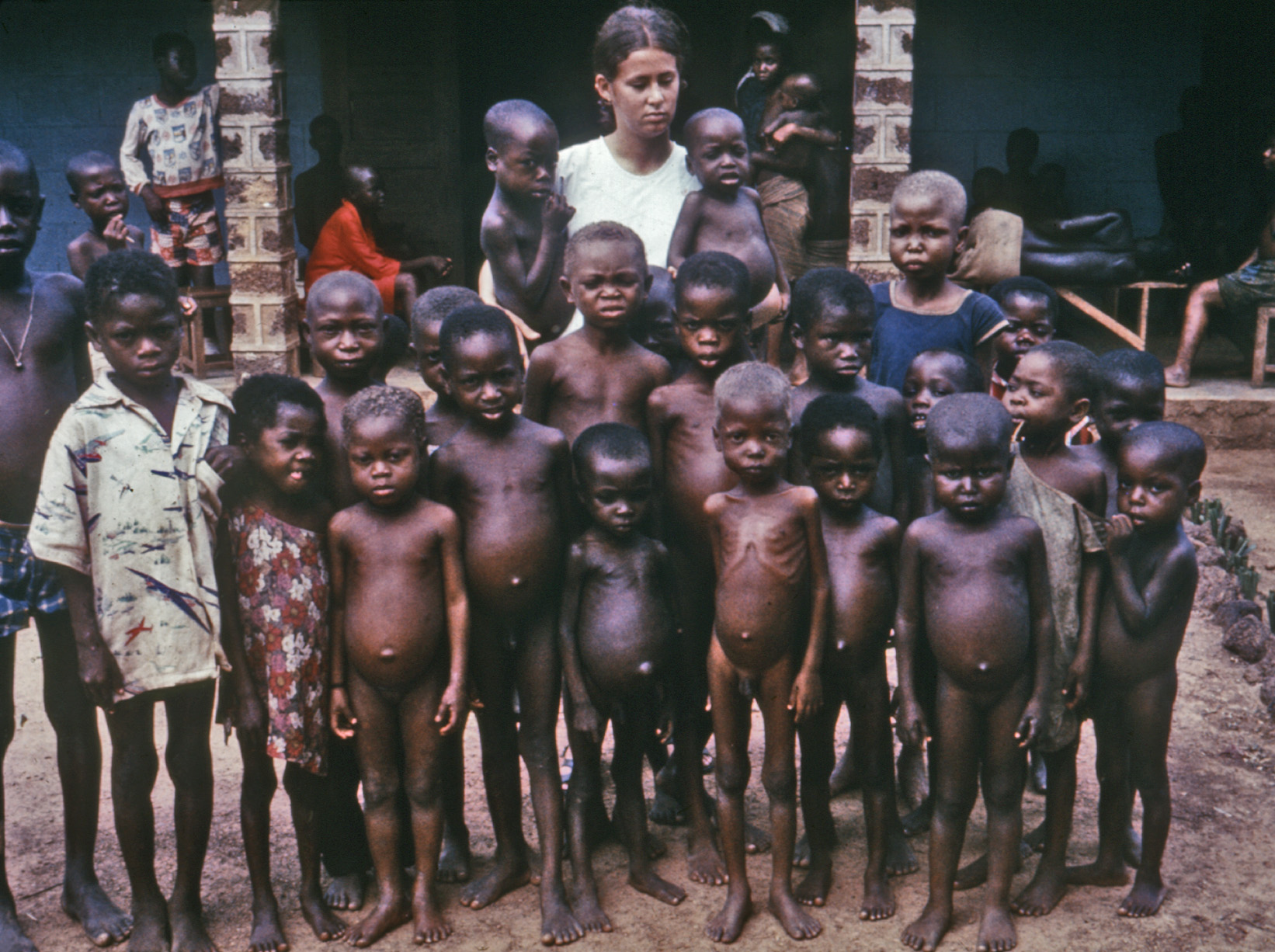
Crianças subnutridas em um orfanato da Nigéria na década de 1960. A fome no mundo deve piorar se o aquecimento global não for combatido.

Com o declínio biológico e a destruição ou perturbação de ambientes, necessariamente a humanidade perde também. Esse prejuízo não fica apenas no território das teorias de futuro, já é enorme e vem sendo documentado em detalhe, e se as tendências atuais não mudarem, deve se agravar rapidamente em uma dimensão catastrófica, levando-se em conta também que a população mundial não cessa de aumentar, exercendo contínua e crescente pressão sobre os recursos naturais, muitos dos quais estão em vias de rápido esgotamento. Se em 2014 o mundo tem 7 bilhões de habitantes, segundo as previsões em 2050 a população deverá chegar aos 9 bilhões. Recente relatório da ONU prevê um aumento no consumo global de bens e serviços de 300 a 900% neste século. Se simplesmente manter o status quo significará um grande erro, este erro aumentado em 300 a 900% em taxas de consumo provavelmente deve ter repercussões negativas proporcionais. Michael Cutajar, ex Secretário-executivo da Convenção-Quadro das Nações Unidas sobre a Mudança do Clima, disse que "a mudança climática não é só uma ameaça distante, mas um perigo atual", acrescentando que já estamos agora mesmo sentindo o seu impacto econômico.
Um estudo recente estimou que o aquecimento global custa por ano mais de 1 trilhão de dólares. Os custos econômicos combinados de outros impactos derivados ou relacionados ao aquecimento ascendem a vários trilhões de dólares a mais. Se nada for feito para mitigá-lo significativamente, os custos do aquecimento podem corroer de 5 a 20% do Produto Mundial Bruto por ano, ao passo que o custo de mitigação ficaria em torno de apenas 1%, segundo informa o Relatório Stern, considerado a mais completa avaliação das tendências econômicas globais relativas ao aquecimento. De acordo com o Relatório de Desenvolvimento Humano 2013, elaborado pelo Programa das Nações Unidas para o Desenvolvimento, cerca de 2,7 bilhões de pessoas a mais viveriam em extrema pobreza em 2050 como consequência do problema ambiental. No cenário mais grave, o Índice de Desenvolvimento Humano (IDH) médio global diminuiria 15% em 2050, mas países pobres sofreriam mais. Jim Yong Kim, presidente do Banco Mundial, fez em 2013 um apelo a todas as nações, dizendo que "as mudanças climáticas devem estar no topo da agenda internacional, pois o aquecimento global põe em risco qualquer desenvolvimento que for conseguido em outros setores, inclusive o econômico". Custos culturais, uma situação de insegurança social e política, a transformação permanente de ecossistemas, e todo o sofrimento humano que vem na esteira dos outros impactos, são dificilmente quantificáveis em termos financeiros, mas seguramente são da mesma forma vastos. Uma pesquisa apontou que em 2010 o aquecimento causou a morte de 5 milhões de pessoas. Bekele Geleta, secretário-geral da Federação Internacional da Cruz Vermelha, relatou que em 2010 a organização fez mais de 30 milhões de atendimentos a vítimas de desastres naturais derivados do aquecimento global. Maiores mudanças no clima podem tornar a situação ainda pior, destacando que o problema da segurança alimentar é uma das grandes preocupações da Cruz Vermelha nos dias de hoje.
É importante assinalar que alguns efeitos do aumento nas emissões de gases estufa só serão sentidos muitos anos após a liberação dos gases na atmosfera, devido à lentidão de certos mecanismos naturais, mesmo se as emissões cessassem totalmente hoje mesmo. Se as emissões, por outro lado, se estabilizassem nos níveis do ano 2000, a temperatura deveria ter um acréscimo adicional de 0,5 °C. A acidificação do oceano exigirá milênios para ser revertida pelos processos naturais, o que, para efeitos práticos, é uma mudança irreversível. O nível do mar também continuará a subir significativamente mesmo após cessadas as emissões. A temperatura do oceano pode exigir décadas até se equilibrar em um novo patamar, devido à grande inércia térmica da água, mas a temperatura do ar continuará elevada por pelo menos mil anos após a cessação das emissões, uma vez que alguns gases têm um longo ciclo de vida, permanecendo ativos por muito tempo. De acordo com o IPCC, o ciclo de vida dos hidrofluorocarbonetos importantes industrialmente varia de 1,4 a 270 anos. O gás carbônico, o principal gás estufa antropogênico, pode permanecer ativo na atmosfera por centenas de anos, e o óxido nitroso, até 114 anos. Outros gases, como os compostos perfluorados e o hexafluoreto de enxofre, embora em menores quantidades no total, mas muito potentes, têm ciclos ainda mais longos, que variam de mil a 50 mil anos, ultrapassando em muito os horizontes da presente civilização. Em resumo, as emissões não devem cair apenas gradualmente, precisam se reduzir rápido e a um nível baixíssimo. Sabe-se que a capacidade regenerativa da natureza há muito já foi ultrapassada, e a despeito deste fato os níveis de gases estufa elevam-se continuamente. Se houver muita demora na redução, a quantidade de gases lançados na atmosfera ultrapassará um ponto crítico, após o qual serão inevitáveis e irreversíveis efeitos cumulativos devastadores. Por fim, as espécies que se extinguirem em função do aquecimento representam perdas irreversíveis, da mesma forma como as mortes e o sofrimento humano gerados pelo fenômeno, deixando um triste legado para as futuras gerações. Para um aprofundamento sobre o assunto, consulte-se o artigo principal.

## Tendências para o Brasil

Recorte de uma projeção das precipitações sazonais para o período 2090-2099 em relação à média do período 1980-1999. Foi realizada em 2007 pelo IPCC, a partir de uma combinação de vários modelos teóricos para o cenário SRES A1B. As áreas coloridas representam regiões em que há pelo menos 66% de concordância nos modelos teóricos, e as áreas pontilhadas são aquelas em que os modelos concordam em mais de 90% no sinal da mudança. As áreas em branco são as que apresentam muita incerteza. O mapa mostra que a maior parte da área de produção agropecuária do Brasil, e grandes regiões de biomas úmidos que dependem vitalmente de água e chuva abundantes, como o Pantanal, a Mata Atlântica e a Floresta Amazônica, estão sob ameaça de se tornarem bem mais secos no inverno. Outros biomas que naturalmente têm menos precipitação, o Cerrado e a Caatinga, devem tê-las ainda mais reduzidas. Já o extremo sul e o extremo oeste devem receber chuvas em níveis significativamente maiores, uma mudança que também causará sérios problemas.

O aquecimento global é um fenômeno que não se manifesta da mesma maneira em todas as regiões, havendo, de fato, muitas variações regionais. De acordo com José Marengo, do Instituto Nacional de Pesquisas Espaciais, os estudos recentes apontam que com exceção de trechos da costa do Chile, onde ocorreu um pequeno esfriamento nas últimas décadas, em todas as demais áreas da América do Sul as previsões indicam aumento do calor. Desde o início das medições no século XIX o Brasil experimentou um aquecimento médio de 0,7 °C.
O Brasil, com suas dimensões continentais, é um elemento de grande peso no equilíbrio ecológico de todo o planeta, além de ser um dos mais ricos em biodiversidade. Por tamanha importância, e pela degradação ambiental em todos os níveis que ele experimenta, há décadas os acadêmicos nacionais e estrangeiros têm posto o assunto sob suas lentes, documentando os problemas em detalhe. O país contribui para aumentar o aquecimento global com significativas e crescentes taxas de emissão de gases estufa. Segundo as previsões, os níveis devem continuar a crescer. Historicamente o Brasil vinha gerando gases estufa em sua maior parte por causa do desmatamento, e não pela queima de combustíveis fósseis. O desmatamento no país ocorre principalmente para dar lugar à expansão da agropecuária, que também está envolvida no problema através da emissão de gases estufa pelo gado e pelo uso de certos fertilizantes e agrotóxicos, dos quais o país campeão mundial.
O gado tem uma participação relevante na produção de gases estufa como o metano e o óxido nitroso. Segundo estudo de 2012 de Berchielli, Messana & Canesin, "as principais fontes de emissão de gases de efeito estufa do Brasil, estão concentradas em dois setores: o primeiro, uso do solo, mudança desse uso e de florestas, que contribuem com 55%; o segundo é a agropecuária, responsável por outros 25% da emissão total. Grande parte dessa remessa é creditada à pecuária, por expelir CH4 (metano), oriundo da fermentação entérica dos ruminantes, e por emitir N2O (óxido nitroso), decorrente da deposição de dejetos dos animais, que compreendem 68% e 43% das emissões totais desses gases no país. Além disso, o lançamento do CO2 (gás carbônico, outro gás estufa) para atmosfera está relacionado à conversão de florestas para aqueles fins. Em áreas de pastagens, portanto, ocorrem trocas de gases com força radioativa, intimamente ligadas às práticas de manejo. Tal fato está atrelado à posição de destaque do país em relação à produção mundial de carne, já que possui o segundo maior rebanho de gado do mundo, com 205 milhões de cabeças (em 2012)". De 2005 a 2010 a participação do setor de energia nas emissões dobrou, passando de 16 para 32%, e a agricultura cresceu de 20% para 35%.

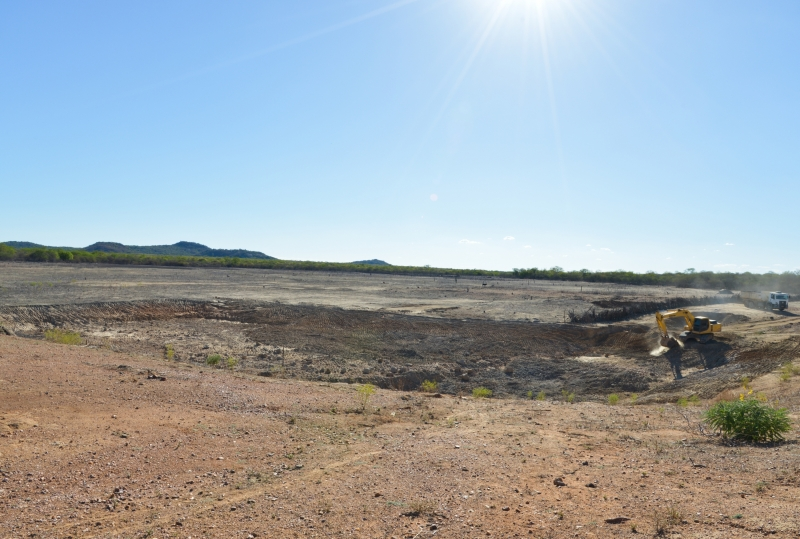
Açude vazio em Petrolina, no sertão de Pernambuco, na seca de 2013.

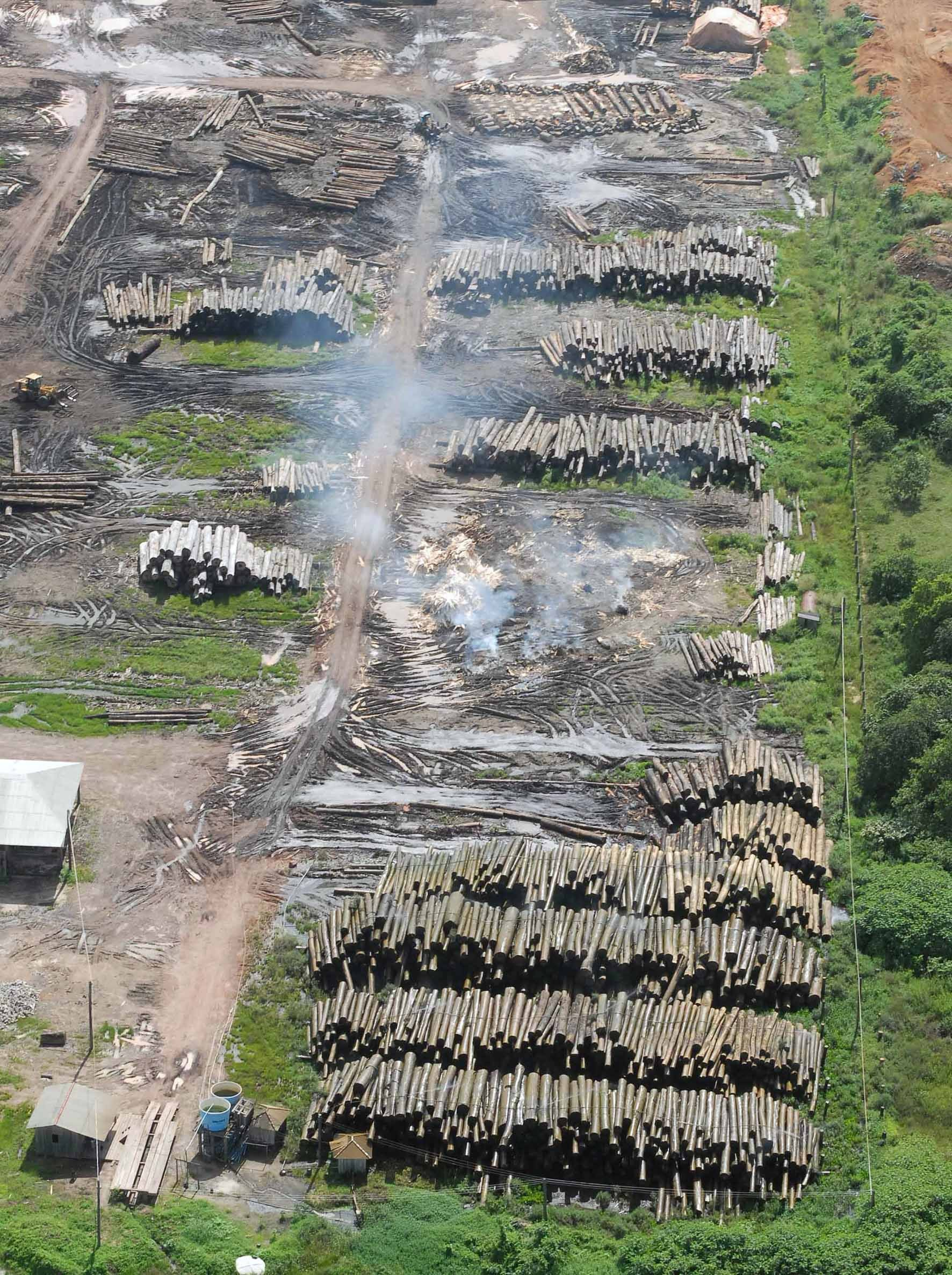
Madeira de desmatamento ilegal.

Os dados da ciência nacional são confirmados por múltiplos estudos estrangeiros, e de acordo com o último relatório da autoridade maior no assunto, o IPCC, no Brasil observa-se uma elevação consistente das temperaturas, em particular no Sudeste. Outros efeitos observados são o deslocamento da linha de monções e desregulamento do regime de chuvas. A previsão é de que a maioria das regiões do país se tornará mais seca, e umas poucas áreas devem se tornar mais úmidas.
Em anos recentes a situação da Amazônia tem atraído a maior parte das atenções. A vasta floresta tropical da região tem sofrido intensa depredação, depois de ter permanecido até a década de 1970 praticamente intacta. O tema tem gerado também um incandescente debate público, uma vez que o desmatamento na região movimenta muito dinheiro, mas enriquece poucos e empobrece muitos, tem lobbystas poderosos atuando junto a todos os Poderes e níveis administrativos, (apoiados pelo agronegócio, as mineradoras, empreiteiras e indústrias), e sistematicamente está associado a crimes de corrupção oficial, formação de quadrilhas, aumento da violência e da criminalidade, violação de direitos humanos de povos indígenas e comunidades tradicionais, queimadas criminosas, assassinato ou tortura de lideranças ambientalistas, genocídio indígena, grilagem de terras, entre uma infinidade de outros problemas. A grande maioria dos crimes ambientais permanece impune. O desmatamento significa também maciça perda de biodiversidade e serviços ambientais, e a supressão da biomassa gera grandes quantidades de gases estufa, contribuindo para aumentar o efeito estufa e piorar o quadro geral do mundo.
A Amazônia tem um papel destacado na regulação do clima de todo o Brasil e de outras regiões da América do Sul. Sua floresta é uma grande fixadora de carbono e é essencial para a formação das chuvas que regam grande parte do território nacional. Segundo Marengo et alii, de 30% a 50% das precipitações pluviométricas na Bacia Amazônica nascem na própria floresta através da evaporação. "Além disso, a umidade originada na Bacia Amazônica é transportada pelos ventos para outras partes do continente e é considerada importante na formação de precipitações em regiões distantes da própria Amazônia". Natural que, se a floresta desaparece, desapareçam as chuvas. Cria-se um círculo vicioso em que se o desmatamento ultrapassar determinado nível crítico, estimado em cerca de 40% de perdas, a floresta será incapaz de gerar chuvas suficientes para se manter:  quanto menos floresta, menos precipitações, e quanto menos precipitações, menos floresta. Cerca de 19% da Floresta Amazônica já foi perdida, em 2006 47% de sua área estava já sob algum tipo de pressão humana, e estudos recentes indicam que ela está próxima de ultrapassar o ponto crítico, além do qual sua degradação se tornará irreversível. Além dos problemas na Amazônia, todos os outros biomas nacionais — o Cerrado, o Semiárido, o Pantanal, a Mata Atlântica e o Pampa — também sofrem agressões importantes, em sua maioria com tendência de aumento, concorrendo para ampliar os efeitos em cascata.

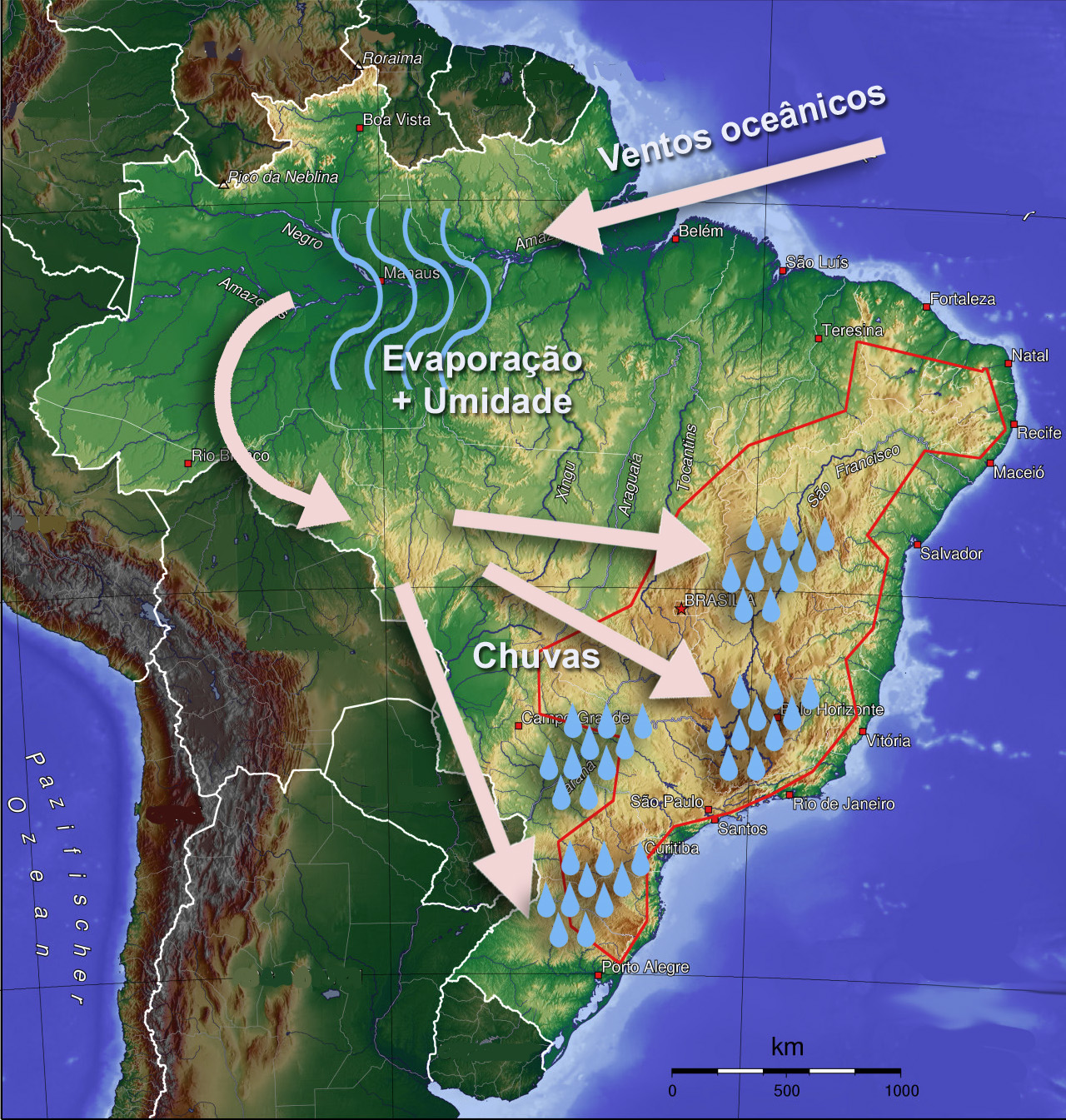
Esquema da circulação de ventos e produção de chuva pela floresta amazônica. Os ventos oceânicos penetram na Amazônia, são impregnados de umidade produzida pela floresta através da evaporação, e essa umidade é descarregada como chuva em várias regiões do Brasil e outros países sul-americanos.

Outra parte importante das chuvas brasileiras vem da circulação de umidade oceânica. O aquecimento global também tem impacto sobre as correntes oceânicas que influem no clima brasileiro, e os ventos que carregam a umidade que chega ao Brasil estão tendo seus padrões modificados, com efeito de reduzir o nível de umidade atmosférica e perturbar a formação de nuvens, reduzindo a precipitação. A redução da precipitação, por sua vez, pode secar os aquíferos subterrâneos. Esses fatores combinados significam, no total, uma redução generalizada na disponibilidade de água e ambientes mais secos na maior parte do território nacional. Em algumas regiões, porém, por mecanismos diferentes, as chuvas devem aumentar, da mesma maneira trazendo efeitos adversos. Segundo o PBMC, "a mudança de maior impacto será uma alteração nos padrões de chuvas. As pesquisas mostram que, no Sul e Sudeste, regiões que sofrem com enchentes e deslizamentos, as chuvas se tornarão mais fortes e mais frequentes. Já no Nordeste do país, a tendência é oposta. A região mais castigada pela seca enfrentará grande redução da quantidade de chuvas, e as secas, que já são comuns, ficarão mais frequentes".
Ainda existe considerável grau de incerteza sobre a maneira precisa como vão se manifestar localmente as mudanças nas chuvas; os modelos teóricos que fazem as projeções utilizam diferentes variáveis em seus cálculos, tentando cobrir uma ampla gama de tendências plausíveis, mas há um consenso de que devem acontecer mudanças importantes com consequências negativas em larga escala se o aquecimento superar os 2 °C. Várias consequências, na verdade, já estão sendo sentidas e gerando significativo prejuízo. Por conseguinte, é fácil prever que um regime de chuvas ainda mais perturbado, com excesso de água em algumas regiões e escassez em outras, terá importante impacto não só para a vida selvagem, mas também sobre o abastecimento da população e a produção de alimentos e energia elétrica, o que desencadeará uma série de outros efeitos indiretos sobre a segurança, saúde, cultura e outros setores, perturbando a paz social e minando as perspectivas de crescimento futuro.

## Ciência nacional
Muitas universidades e órgãos governamentais de pesquisa desenvolvem programas de estudo sobre as relações do aquecimento global com o Brasil. A área é concentrada nas atividades do Instituto Nacional de Ciência e Tecnologia para Mudanças Climáticas do Ministério de Ciência, Tecnologia e Inovação, que organiza a Rede Clima, uma cooperação de várias instituições governamentais e 65 grupos de estudo nacionais e 17 internacionais, envolvendo mais de 400 pesquisadores. O país conta, desde o ano de 2000, com um fórum de discussão de alto nível, o Fórum Brasileiro de Mudanças Climáticas, composto por representantes de 12 ministérios, 20 organizações governamentais, dezenas de instituições privadas e púbicas e centenas pesquisadores. O Painel Brasileiro de Mudanças Climáticas (PBMC), instituído em 2009 pelo Ministérios da Ciência e Tecnologia e do Meio Ambiente à semelhança do IPCC, agregando mais de 300 pesquisadores, tem, por sua vez, a missão declarada de "disponibilizar informações técnico-científicas sobre mudanças climáticas a partir de avaliação integrada do conhecimento técnico-científico produzido no Brasil ou no exterior, sobre causas, efeitos e projeções relacionadas às mudanças climáticas e seus impactos, de importância para o país", sintetizando o estado da arte referente ao Brasil.

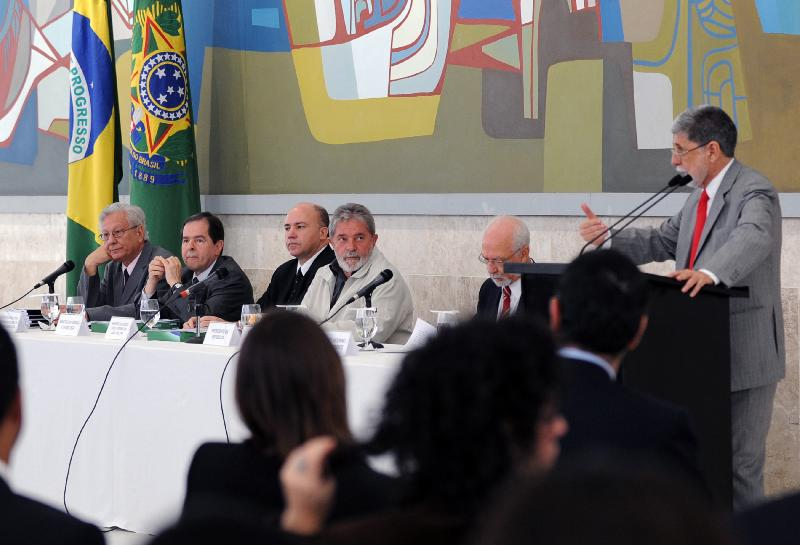
Reunião de coordenação anual do Fórum Brasileiro de Mudanças Climáticas, em 26 de outubro de 2010, com a presença do presidente Lula e do ministro de relações exteriores Celso Amorim.

Há pouco tempo o Brasil conseguiu estabelecer o seu próprio programa de criação e operação de modelos climáticos especificamente nacionais, o Modelo Brasileiro do Sistema Terrestre, possibilitando maior independência e agilidade na elaboração de pesquisas referentes ao país sem depender tanto de centros tecnológicos estrangeiros para a análise computacional dos dados. Entre os estudos importantes realizados no país, podem ser citados o Aquecimento Global e a Nova Geografia da Produção Agrícola no Brasil (2008), produzido pela Embrapa, e a primeira grande síntese nacional sobre os impactos econômicos do aquecimento no Brasil, Economia da Mudança do Clima no Brasil (2010), elaborado por uma equipe multidisciplinar com cientistas de várias das principais universidades e instituições de pesquisa nacionais, enfocando o período até 2050.
Outro resultado notável dos esforços nacionais recentes é o 1º Relatório de Avaliação Nacional sobre Mudanças Climáticas, produzido pelo PBMC e inspirado nos relatórios do IPCC, que veio a público em setembro de 2013, contendo a primeira síntese abrangente sobre a situação nacional e os possíveis cenários futuros, dando aconselhamento para a criação de políticas adequadas, a fim de que sejam cumpridos os objetivos do Plano Nacional sobre Mudança do Clima. O documento sintetizou os trabalhos de mais de 2 mil pesquisadores e será usado como referência no próximo relatório do IPCC. Vários outros estudos substanciais têm aparecido nos últimos anos através dos pesquisadores brasileiros, muitas vezes em parceria com instituições e cientistas estrangeiros. Vários brasileiros deram contribuições importantes para os relatórios do IPCC e outras instâncias internacionais. Porém, para Paulo Artaxo, membro do conselho diretor do PBMC, "temos um longo caminho a percorrer. O IPCC tem 20 anos e está indo para seu quinto relatório. Ainda não temos massa crítica de cientistas e falta gente para tocar algumas áreas importantes".

### Projeções do estudoAquecimento Global e a Nova Geografia da Produção Agrícola no Brasil

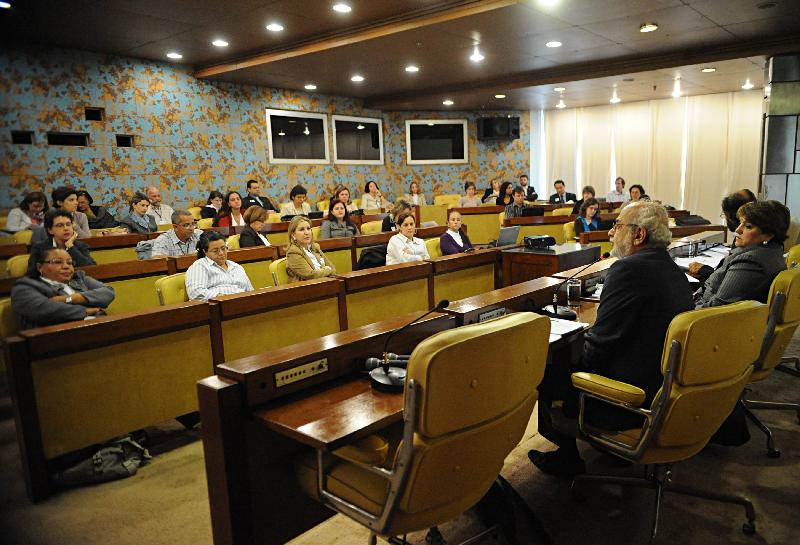
Oficina em Brasília debate a Política Nacional de Segurança Alimentar e Nutricional, 19/07/2010.

O estudo de 2008, inspirado diretamente no trabalho do IPCC, especialmente no Quarto Relatório, foi produzido pela Embrapa centrando-se nas perspectivas envolvendo o agronegócio e a segurança alimentar. Suas principais conclusões são:
- O aquecimento global pode comprometer a produção brasileira de alimentos, levando a perdas que podem chegar a 7,4 bilhões de reais em 2020 e até 14 bilhões em 2070;
- A soja, cujo crescimento explosivo nos últimos 30 anos desencadeou uma mudança sem precedentes na estrutura econômica do país, deve ser a cultura mais afetada. No pior cenário, as perdas podem chegar a 40% em 2070, levando a um prejuízo de até 7,6 bilhões de reais;
- O café deve perder até 33% da área de baixo risco nos principais estados produtores, São Paulo e Minas Gerais, apesar de poder ter ganhos no sul do país;
- Milho, arroz, feijão, algodão e girassol sofrerão forte redução de área de baixo risco no Nordeste, com perda significativa da produção.
- A mandioca terá um ganho geral de área de baixo risco, mas deve sofrer graves perdas no Nordeste;
- A cana-de-açúcar, uma das poucas culturas favorecidas, poderá dobrar sua área nas próximas décadas.

Segundo o estudo,
"De uma das vilãs do aquecimento global (Ver nota:), a agricultura pode passar à condição de vítima. Em todo o mundo, o aquecimento trará vantagem somente para a agricultura praticada nas regiões de alta latitude. [...] A configuração da produção agrícola brasileira, do jeito como é conhecida hoje, pode mudar significativamente em decorrência do aquecimento global. [...] Regiões que atualmente são as maiores produtoras de grãos podem não estar mais aptas para o plantio bem antes do final do século. [...] Apesar dos prejuízos, a agricultura pode ser parte da solução para o problema. Um uso mais adequado do solo, com a adoção, por exemplo, de sistemas agropastoris, agro-silvo-pastoris e plantio direto, além de redução do uso de fertilizantes, pode evitar novos desmatamentos, aumentar a captura de gás carbônico da atmosfera e ainda recuperar o solo. Algumas técnicas novas de cultivo de arroz e criação de gado também estão sendo testadas para diminuir as emissões de metano".

### Projeções do estudoEconomia da Mudança do Clima no Brasil
A pesquisa foi inspirada no Relatório Stern, e se limitou até o ano de 2050, com algumas análises pontuais tratando de períodos mais longos. Ela indica que as perdas econômicas totais no Brasil em virtude do aquecimento poderiam chegar a 3,6 trilhões de reais nos próximos 40 anos. As regiões Norte e Nordeste, as mais pobres, provavelmente sentiriam os piores impactos. Haveria uma perda média anual para o cidadão brasileiro de até 1.603 reais. Nas palavras de uma das coordenadoras da pesquisa, Carolina Dubeux, "as estimativas são assustadoras, principalmente se considerarmos que 2050 ainda não é um horizonte de mudanças climáticas tão grave quanto 2100" (limite da maioria das previsões globais). Embora não haja dúvidas de que efeitos importantes devem se verificar no futuro próximo, o nível de incerteza sobre a maneira exata como esses efeitos se manifestarão em cada local ainda é significativo. Na análise dos efeitos sobre a hidrologia das diferentes regiões, o relatório afirmou:

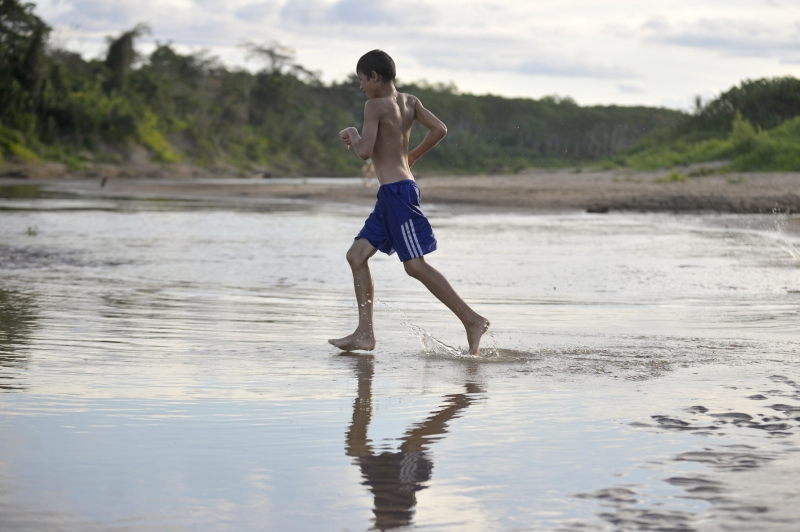
A seca no rio Acre de 2012 permitiu que fosse cruzado a pé. O rio Acre tem apresentado níveis cada vez mais extremos, tanto nas enchentes quanto nas secas.

"Os resultados são alarmantes para algumas bacias, principalmente na região Nordeste. Nas bacias do Nordeste oriental e Atlântico leste estima-se uma redução brusca das vazões até 2100 para os dois cenários, chegando a valores quase nulos. [...] As disponibilidades hídricas superficiais para quase todas as regiões no Brasil apresentam uma diminuição de acordo com os dados de clima fornecidos pelo Instituto Nacional de Pesquisas Espaciais, especialmente para o Nordeste, com grande diminuição do excedente hídrico. Praticamente em todas as bacias hidrográficas do Brasil a tendência é de diminuição das vazões, inclusive nas regiões em que os modelos indicam um aumento das precipitações. Nestes casos a diminuição das vazões é decorrente das perdas por evapotranspiração causada pelo aumento da temperatura. Em razão da gravidade já existente na oferta de recursos hídricos na região do Nordeste semiárido, os dados indicam que em apenas uma ou duas décadas ela poderá tornar-se crítica".
Também são esperados impactos para a produção energética, considerando que quase 80% da eletricidade do país é produzida por usinas hidrelétricas. Um dos cenários previu uma redução de até 30% na disponibilidade de energia, e em ambos a confiabilidade do sistema foi abalada. Também foi prevista uma elevação no consumo energético nos meses de verão, especialmente por causa do aumento previsto no uso de condicionadores de ar. A produção de etanol para uso em veículos a álcool, porém, não deve ser afetada, já que depende da cana-de-açúcar, a qual, ao lado da mandioca, são as únicas culturas nacionais importantes que podem se beneficiar com o aquecimento global. Todas as outras apresentam indicativos de declínio, comprometendo seriamente a produção e abastecimento de alimentos. Sobre a pecuária, com uma elevação de temperatura em torno de 3 °C, pode haver perda de até 25% da capacidade de pastoreio para bovinos de corte e um aumento de custo de produção de 20% a 45%, tornando a carne brasileira, um dos grandes produtos de exportação, menos competitiva no mercado internacional. Haveria ainda importante redução da cobertura florestal do Brasil em decorrência da menor quantidade de chuva e maior temperatura, afetando o suprimento de madeira e muitos outros produtos essenciais e provocando sensível declínio na biodiversidade. Com a elevação do nível do mar, as regiões costeiras, onde se concentra a maior parte da população nacional, seriam permanentemente inundadas em graus variáveis, forçando deslocamentos populacionais e provocando perdas materiais, ambientais e culturais.

### Projeções doPrimeiro  Relatório de Avaliação Nacional sobre Mudanças Climáticas
No sumário executivo do 1º Relatório do PBMC são assinaladas as limitações do estudo, que realizou suas projeções sobre dados incompletos, permanecendo, pois, algum grau de incerteza sobre as conclusões. Apesar disso,
"Em geral, os resultados dos modelos conseguiram capturar muito bem o comportamento do clima presente e, assim, a despeito das incertezas, as projeções das mudanças climáticas futuras ao longo do século XXI são plausíveis. Portanto, tais projeções constituem informações inovadoras e valiosas tanto para fins de mitigação, como planejamento de ações de adaptação e minimização de impactos e vulnerabilidade junto ao conjunto da sociedade habitante nos diferentes biomas brasileiros. Levando-se em conta as projeções diferenciadas que implicam em potenciais impactos nos sistemas naturais e humanos (socioeconômicos e ambientais), já é possível a análise de impactos esperados das mudanças climáticas nos vários setores do Brasil, e o planejamento e tomada de decisão para definir estratégias de adaptação e políticas de mitigação".

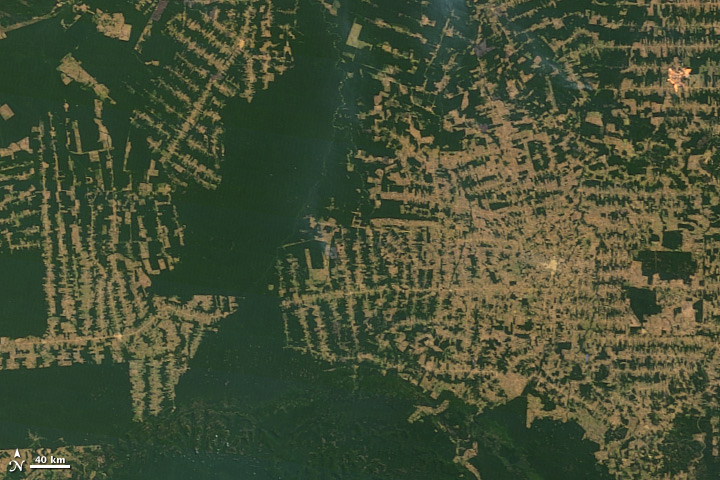
Desmatamento em Rondônia.

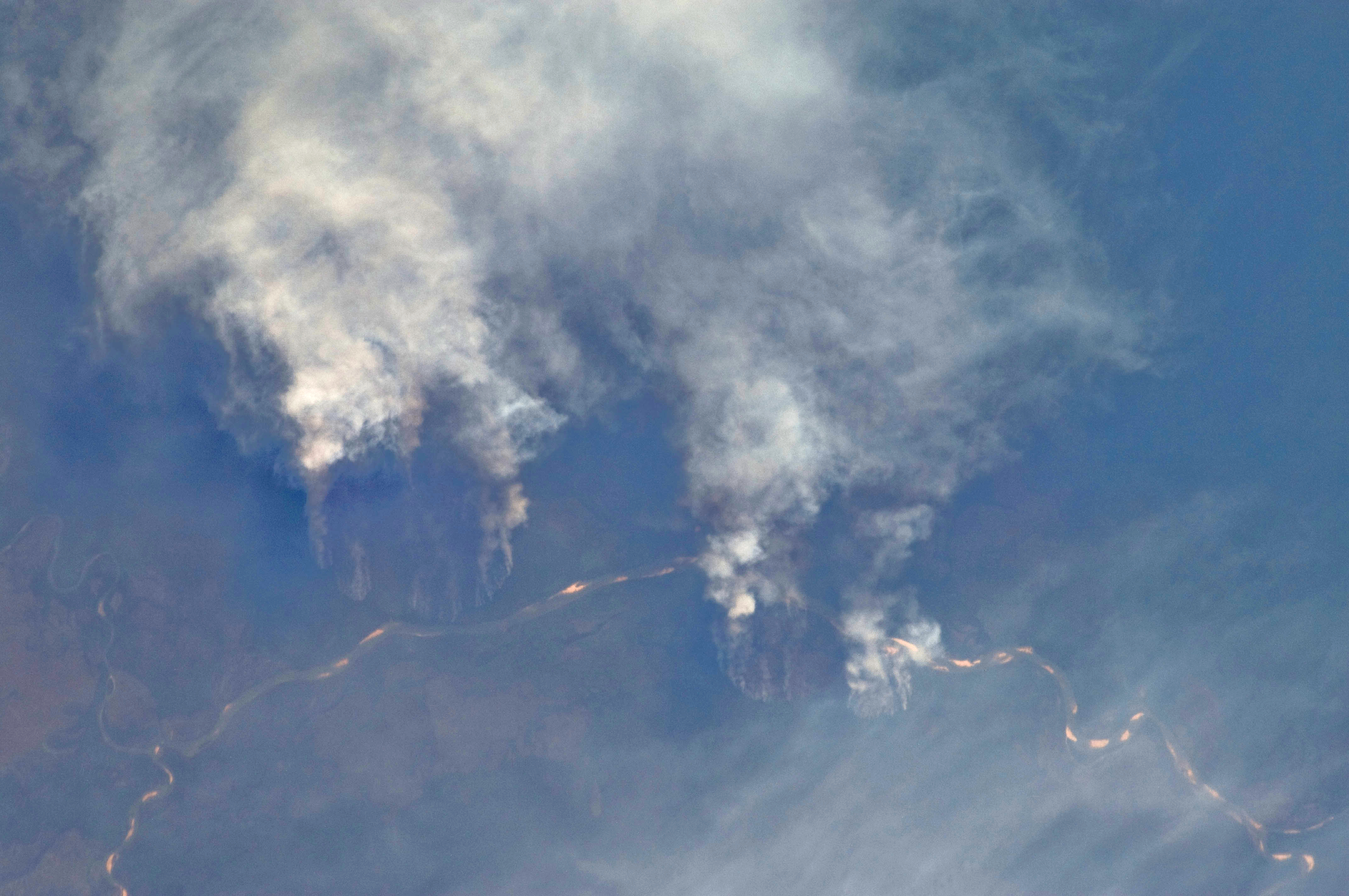
Fumaça de queimadas ao longo do rio Xingu. A queimada é uma prática agrícola comum no Brasil, mas libera grandes quantidades de carbono na atmosfera e causa grandes perdas em biodiversidade.

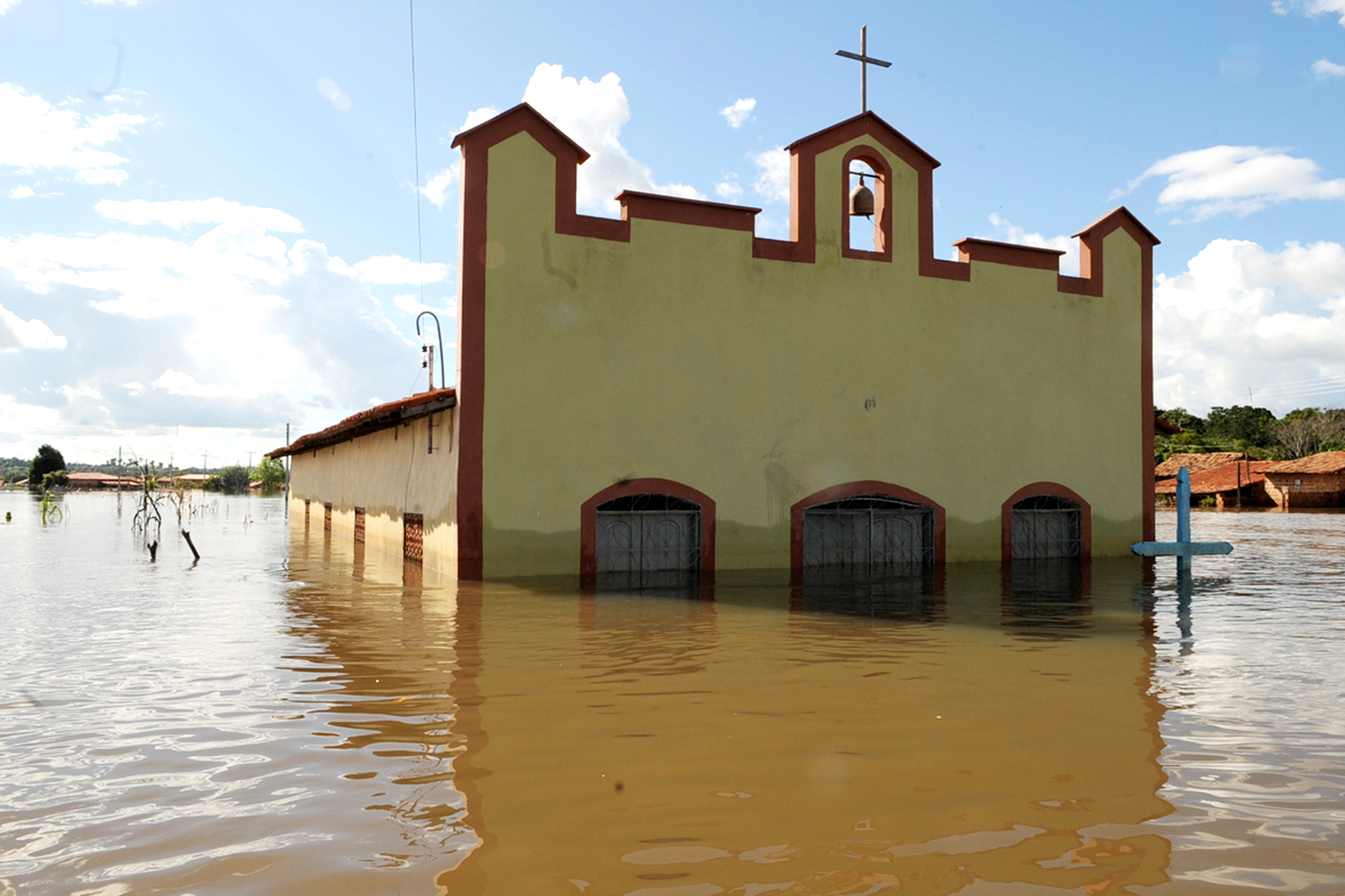
Trizidela do Vale debaixo d'água na enchente de 2009.

Nas projeções do 1º Relatório, até o fim do século XXI a Amazônia pode experimentar uma redução de até 45% nas suas chuvas, e um aumento na temperatura média de até 6 °C. Isso se aproxima dos piores cenários previstos pelo IPCC, gerando importantes mudanças na maior parte do bioma. Além disso, não foi considerado, na avaliação, o impacto do desmatamento, que seguramente deve aumentar os níveis de variação em alguma medida. A evolução do quadro futuro vai depender do sucesso do país em administrar as graves ameaças que pairam sobre o bioma, que depois de uma década em tendência de queda nas taxas de desmatamento, nos últimos anos experimentou um rápido recrudescimento no abate. O relatório estimou que se desaparecer 40% da mata, as secas vão aumentar e grande parte da floresta vai se transformar em savana, com drástica redução na biodiversidade e importante efeito negativo sobre o regime de chuvas nacional.
Para o Semiárido-Caatinga prevê-se o aumento de até 4,5 °C na temperatura do ar e uma redução de até 50% na precipitação de chuva. O ambiente, naturalmente muito seco e com vegetação esparsa, pode se transformar parcialmente em deserto. Para o Cerrado as perturbações devem ser similares, prevendo-se o aumento de temperatura de até 5,5 °C e a diminuição de até 45% nas chuvas. O Cerrado hoje concentra a maior parte das atividades agropastoris do Brasil. O Pantanal também deve ser muito afetado, com até 4,5 °C a mais na temperatura e até 45% menos chuvas. Na Mata Atlântica o clima deve ficar até 3 °C mais quente e até 30% mais chuvoso. Para o Pampa, são previstos até 3 °C de acréscimo nas médias de temperatura, e chuvas até 40% acima do normal.
Não apenas a precipitação vai se modificar quantitativamente, ela pode passar a ocorrer em padrões mais erráticos e violentos, com secas mais intensas e prolongadas e episódios de inundação mais graves e frequentes, variando nas diferentes regiões. Segundo o relatório, "os cenários apontam para diminuição da pluviosidade nos meses de inverno em todo país, assim como no verão no leste da Amazônia e Nordeste. [...] Em contraste, o país poderia apresentar o aumento da frequência e da intensidade das chuvas intensas na região subtropical (região Sul e parte do Sudeste) e no extremo oeste de Amazônia". São previstas também modificações nos níveis e disponibilidade dos lençóis freáticos.
No setor agropecuário os impactos devem ser múltiplos e significativos. Prevê-se perdas agrícolas de até R$ 7 bilhões anuais até 2020, com reduções em todas as principais culturas brasileiras, como a soja, o milho, o café, o algodão e a laranja. A geração de energia elétrica seria afetada, forçando o governo a investir nas termelétricas movidas a carvão, muito poluentes. Cerca de 11 milhões de hectares de terras agricultáveis podem ser perdidos até 2030 em função do aquecimento. Como o aquecimento global também produz várias mudanças químicas e físicas no oceano, interferindo na vida aquática, são previstos problemas para a pesca nacional, tanto por redução nos estoques como por redistribuição geográfica de espécies economicamente valiosas.
Para o pesquisador Emilio La Rovere, um dos coordenadores do relatório, "se nada for feito para restringir as emissões pós-2020, o Brasil pode lançar na atmosfera 2,5 bilhões de toneladas de gás carbônico já em 2030. Para se ter ideia, o número supera o total de 2005, quando as emissões totalizavam cerca de 2 bilhões de toneladas". Porém, se o governo conseguir manter o desmatamento em níveis baixos, pode haver grande pressão energética, já que a madeira é importante combustível no país, possivelmente levando a maior uso de combustíveis fósseis. Conforme diz o pesquisador, o desafio seria encontrar energias não poluentes renováveis economicamente viáveis e criar hábitos de menor consumo energético de modo geral.
Eduardo Assad, outro dos cientistas envolvidos, referiu que a região costeira, onde mora a grande maioria da população do país, deve receber atenção especial, na perspectiva de um provável aumento de inundações, deslizamentos de terra, episódios de tempo severo, erosão costeira, elevação do nível do mar e outros desastres naturais derivados do aquecimento: "Não dá mais, como brasileiro, para aceitar mais desastres que matem mais de mil brasileiros de uma só vez. Medidas protetoras e preventivas têm de ser feitas urgentemente. Os eventos extremos estão acontecendo com maior frequência. A população que não estiver preparada, vai sofrer com isso". A pesquisadora Andrea Santos, secretária-executiva do PBMC e autora principal do capítulo sobre transportes, fez um alerta sobre o impacto provável sobre megacidades como Rio e São Paulo, afirmando que a infraestrutura atual, especialmente nos transportes e mobilidade urbana, não foi pensada para enfrentar a elevação das temperaturas e chuvas mais intensas.
Os impactos multiplicados do aquecimento global sobre os sistemas produtivos básicos brasileiros, aumentando carências já existentes e elevando os custos de produção, junto com a esperada ocorrência de mais e mais graves desastres naturais, devem significar grandes problemas para o abastecimento alimentar, a saúde pública, a produção industrial, o comércio, as infraestruturas instaladas, a qualidade de vida geral da população e a segurança nacional como um todo, com os pobres sofrendo as consequências mais graves. As zonas mais vulneráveis a impactos importantes são as regiões nordeste e sudeste, exatamente onde se concentra a maior parte do povo brasileiro, e as grandes cidades, que em geral são mal preparadas para enfrentar o desafio.
O relatório também pretende ajudar a derrubar alguns mitos arraigados que representam importantes obstáculos para a aceitação geral dos projetos de mitigação, como o que diz que progresso e conservação da natureza são opostos, ou que a consequência de reduzirmos as emissões será a recessão econômica.

### Projeções do relatórioBrasil 2040
Publicado em 2015 pela Subsecretaria de Desenvolvimento Sustentável da Secretaria de Assuntos Estratégicos da Presidência da República, o relatório Brasil 2040: cenários e alternativas de adaptação à mudança do clima, foi considerado pelo Observatório do Clima como o maior estudo realizado até a data sobre o caso brasileiro. Teve o objetivo principal de dar subsídios ao governo para o estabelecimento de uma política climática mais coerente e sólida, centrando-se nas áreas saúde, recursos hídricos, energia, agricultura e infraestrutura (costeira e de transportes), e usando dois modelos teóricos que foram usados pelo IPCC. O relatório obteve resultados que são em linhas gerais muito consistentes com os outros trabalhos acima citados, apontando para um país em sua maior parte mais seco e mais quente no futuro. Foi dada, porém, mais ênfase à ameaça de crise energética, uma vez que a maior porcentagem da eletricidade nacional é gerada pelas usinas hidrelétricas. Os dois modelos apontaram, em todos os cenários, uma importante queda na vazão da maioria das grandes bacias hidrográficas nacionais. Segundo o Observatório do Clima,

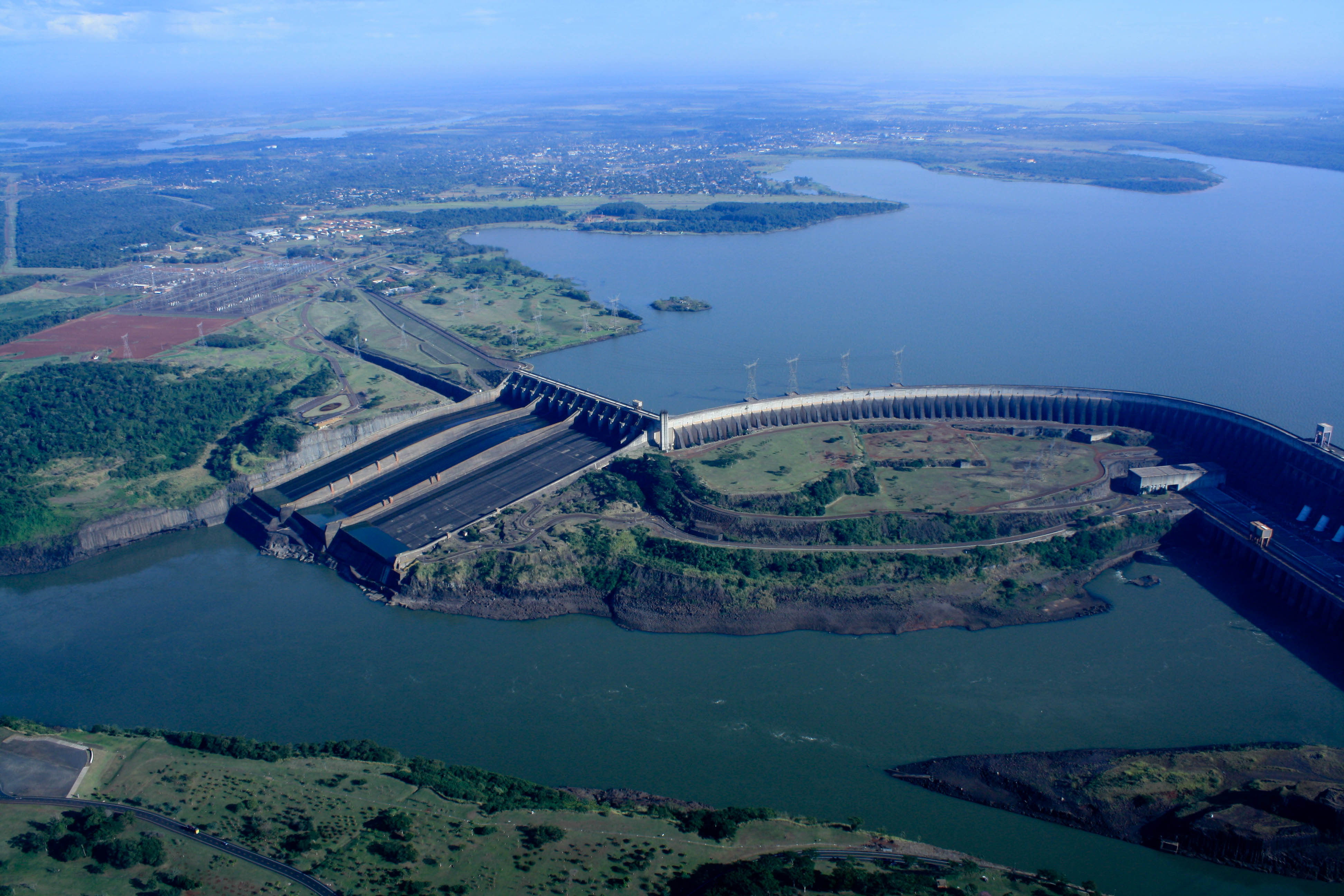
Vista do vertedouro da Usina de Itaipu.

"O resultado é dramático para quem acha que o Sudeste do Brasil já sofreu o suficiente com falta d'água e ameaça de racionamento de energia nos últimos três anos: no melhor cenário, vários rios de Minas Gerais, São Paulo, Goiás, Tocantins, Bahia e Pará terão reduções de vazão de 10% a 30%. Transpostos para as usinas hidrelétricas, os dados de vazão trazem um desafio para o setor de energia no Brasil: as mais importantes usinas do país — Furnas, Itaipu, Sobradinho e Tucuruí — teriam reduções de vazão de 38% a 57% no pior cenário. Na Amazônia, região eleita pelo governo a nova fronteira da hidroeletricidade no país, as quedas também seriam significativas, como adiantou o Observatório do Clima em abril: a vazão de Belo Monte cairia de 25% a 55%, a de Santo Antônio, de 40% a 65%, e a da usina planejada de São Luís do Tapajós, de 20% a 30%. À exceção de São Luís, a maioria das novas usinas na Amazônia é a fio d'água, ou seja, não possui grande reservatório. Isso significa que seu fator de capacidade, ou seja, a quantidade de energia constante gerada ao longo do ano, é reduzido, já que a vazão dos rios amazônicos varia enormemente entre a estação da seca e a da chuva. Belo Monte, por exemplo, tem um fator de capacidade de cerca de 40%, que, reduzido à metade, daria à hidrelétrica de R$ 30 bilhões um fator de capacidade menor que o de usinas eólicas – para as quais os planejadores energéticos brasileiros e a presidente Dilma Rousseff torcem o nariz, já que essas usinas não são capazes de gerar 'energia firme' nos períodos sem vento. No total, a geração hidrelétrica cai de 8% a 20% no país. [...]
"A análise dos pesquisadores mostra que, em todos os cenários analisados, há uma queda na vazão das principais bacias hidrográficas brasileiras, que empurra o sistema elétrico para uma situação de desequilíbrio estrutural: o sistema não dá conta de atender a demanda, provocando cortes de carga – em português claro, apagões. Sem medidas de corte de emissões, no pior cenário, a vazão dos reservatórios cai 30% e o risco de déficit em alguns anos se aproxima de 100% – a margem considerada 'segura' pelo governo para evitar apagões é de 5%. No melhor cenário, a queda de vazão das hidrelétricas chega a 10%, e o risco de déficit, a 60% em alguns anos. O custo de operação do sistema, que leva em conta inclusive o acionamento de térmicas, sobe em oito vezes no melhor cenário e em 16,7 vezes no pior".
Isso teria consequências negativas de outras maneiras, pois estimularia o uso de energia de termoelétricas movidas a carvão e gás natural, que são grandes emissores de gases estufa. Foi dado um alerta especial também para o risco aumentado de ondas de calor extremo, afetando principalmente os idosos e as regiões Norte e Nordeste, agravando, além disso, moléstias preexistentes, como os problemas respiratórios. José Feres, do Instituto de Pesquisas Econômicas Aplicadas, disse que a tendência da população do Brasil é envelhecer, colocando mais pessoas sob risco. O relatório também apontou a tendência de aumento de doenças infecciosas endêmicas como a malária, dengue e leptospirose, a tendência de aumento nos problemas de conservação da malha viária, e mostrou preocupação quanto ao pouco preparo do Brasil no manejo de desastres climáticos e à escassa informação disponível sobre os futuros impactos da subida do nível do mar.

## Adaptação e mitigação

### Políticas públicas e sociedade

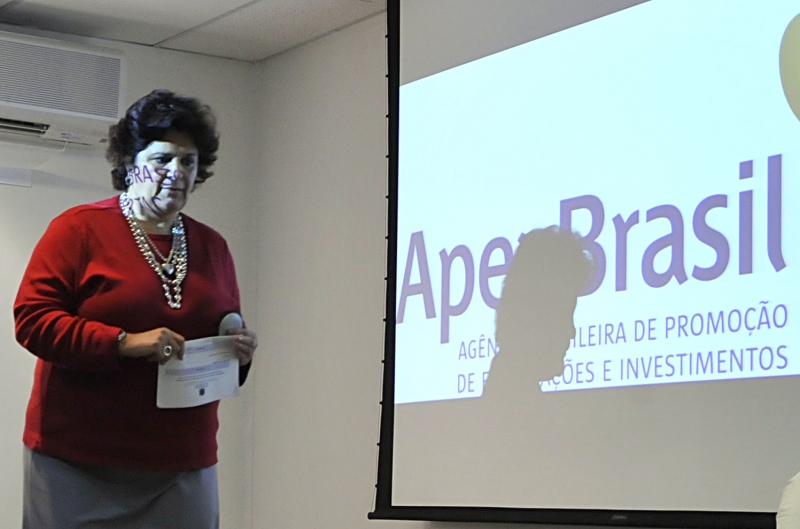
A ministra do Meio Ambiente, Izabella Teixeira, participa do lançamento do certificado e do selo de energia renovável da Associação Brasileira de Geração de Energia Limpa e da Associação Brasileira de Energia Eólica, em 14 de agosto de 2013.

O tema do aquecimento global já foi objeto de séria consideração pelo governo brasileiro, que reconheceu a necessidade de avanços em vários níveis sociais e muito aperfeiçoamento técnico, e chegou a desenvolver um programa científico-tecnológico especialmente dedicado a abordá-lo, bem como uma diretriz oficial, a Política Nacional sobre Mudança do Clima, cujas metas são sintetizadas no Plano Nacional sobre Mudança do Clima, instituído por decreto de 21 de novembro de 2007. O país é signatário do Protocolo de Kyoto, a maior convenção internacional voltada para combater o aquecimento, que não lhe acarreta obrigações formais, mas se comprometeu voluntariamente a diminuir, até 2020, entre 36,1% e 38,9% das suas emissões de gases estufa em relação aos níveis de 2005. Em dezembro de 2009 foi criado o Fundo Nacional sobre Mudança do Clima para financiar projetos de mitigação e de adaptação no país, com proventos oriundos da exploração do petróleo nacional e um orçamento de aproximadamente 250 milhões de dólares para os anos 2011-2012. Também já existe um Sistema de Monitoramento e Alerta de Desastres Naturais, criado em 2011 e mantido pelo Ministério da Ciência, Tecnologia e Inovação, entre muitos outros projetos.
Até 2010 os principais objetivos da política governamental para o clima incluíam a redução de emissão de gases estufa, desenvolvimento de planos de mitigação específicos para cada setor da economia e da sociedade, conservar e apoiar a recuperação de biomas nacionais, consolidar e expandir as áreas de proteção (especialmente na Amazônia), aumentar a eficiência energética e continuar expandindo o fornecimento de fontes de energia renováveis. As metas setoriais para o período até 2020 são:
- Reduzir em 80% o desmatamento na Amazônia em relação aos números do período 1996-2005;
- Reduzir em 40% o desmatamento no Cerrado em relação à média de 1999-2008;
- Expandir o setor das energias alternativas renováveis, melhorar a eficiência energética;
- Expandir em 3 milhões de hectares o reflorestamento;
- Investir no gerenciamento de resíduos de origem animal;
- Recompor 15 milhões de hectares de pastagens degradadas;
- Expandir para mais 4 milhões de hectares os sistemas de produção integrada agricultura-pecuária-silvicultura;
- Expandir para mais 8 milhões de hectares a prática do plantio direto;
- Expandir para mais 5,5 milhões de hectares a prática do uso de fixadores biológicos de nitrogênio em vez do uso de fertilizantes químicos;
- Para a siderurgia, incentivar o uso do carvão de madeira renovável, em vez do carvão mineral fóssil, e melhorar a eficiência do processo de carbonização.

Segundo o Portal do Governo Brasileiro,
"Cinco planos para a redução de emissão dos gases do efeito estufa já estão em andamento, incluindo o Plano de Ação para Prevenção e Controle do Desmatamento na Amazônia Legal; o Plano Nacional de Prevenção e Combate ao Desmatamento no Cerrado (PPCerrado); o Plano Decenal de Expansão de Energia; o Plano de Agricultura e Florestas e o Plano Siderúrgico. Além disso, três novos planos de mitigação (Mineração; Transporte e Mobilidade Urbana; Indústria), bem como um plano de adaptação para área da Saúde foram finalizados em 2012. Todos esses planos foram preparados conjuntamente entre a sociedade civil e representantes do Fórum Brasileiro de Mudanças Climáticas. O desenvolvimento e a implementação dos planos brasileiros de adaptação e de mitigação tiveram por base as regras estabelecidas pela Convenção-Quadro das Nações Unidas sobre a Mudança do Clima".
Em 2016 o governo lançou um plano multi-setorial de adaptação às mudanças já verificadas e às projetadas para o futuro próximo (Plano Nacional de Adaptação à Mudança do Clima), prevendo uma série de medidas, entre elas uma melhor cooperação entre as diversas instâncias do governo buscando harmonizar objetivos divergentes, o incentivo à produção e divulgação de conhecimento sobre o tema, a integração dos planos brasileiros com os de outros países sul-americanos, o cuidado especial para setores sociais historicamente fragilizados como as comunidades pobres, indígenas, quilombolas e ribeirinhas, a priorização das áreas de segurança alimentar e nutricional, hídrica e energética, e a aplicação prática das metas definidas nas diferentes áreas de abrangência do plano, que são Agricultura, Biodiversidade e Ecossistemas, Cidades, Desastres Naturais, Indústria e Mineração, Infraestrutura (Energia, Transportes e Mobilidade Urbana), Povos e Populações Vulneráveis, Recursos Hídricos, Saúde, Segurança Alimentar e Nutricional, e Zonas Costeiras. Segundo o Plano,
"As estratégias discutem sobre as principais vulnerabilidades, lacunas de conhecimento, gestão de cada setor e tema frente às mudanças do clima e apresentam as diretrizes para implementação de medidas adaptativas visando o incremento da resiliência climática. No processo de elaboração das estratégias buscou-se adotar uma perspectiva sistêmica, a partir da ideia de que o comprometimento da capacidade de um determinado setor em exercer de forma plena sua atividade fim (em consequência de impactos oriundos da mudança do clima) pode influenciar de maneira direta ou indireta, em maior ou menor intensidade, a estabilidade e funcionalidade dos demais. Similarmente, o espectro das políticas e ações voltadas para fomento da capacidade adaptativa de um setor específico pode se refletir na resiliência dos demais".
As políticas públicas desenvolvidas pelo governo nas últimas décadas geraram avanços em algumas áreas importantes, como uma tendência geral de queda nas taxas de desmatamento e uma grande expansão nas áreas de conservação e terras indígenas, e beneficiaram muitos projetos de energia renovável, educação ambiental, recomposição de ecossistemas e reciclagem de resíduos, avanços que têm sido reconhecidos. Segundo Moreira & Giometti, de fato "desde a Conferência Rio 92, o Brasil vem exercendo papel de destaque nas negociações internacionais relacionadas ao meio ambiente, o que ficou ainda mais evidente durante as negociações para a adoção do Protocolo de Kyoto". Em junho de 2013 o governo anunciou que o Brasil atingiu cerca de 62% das suas metas de redução de emissões de carbono estipuladas para 2020.

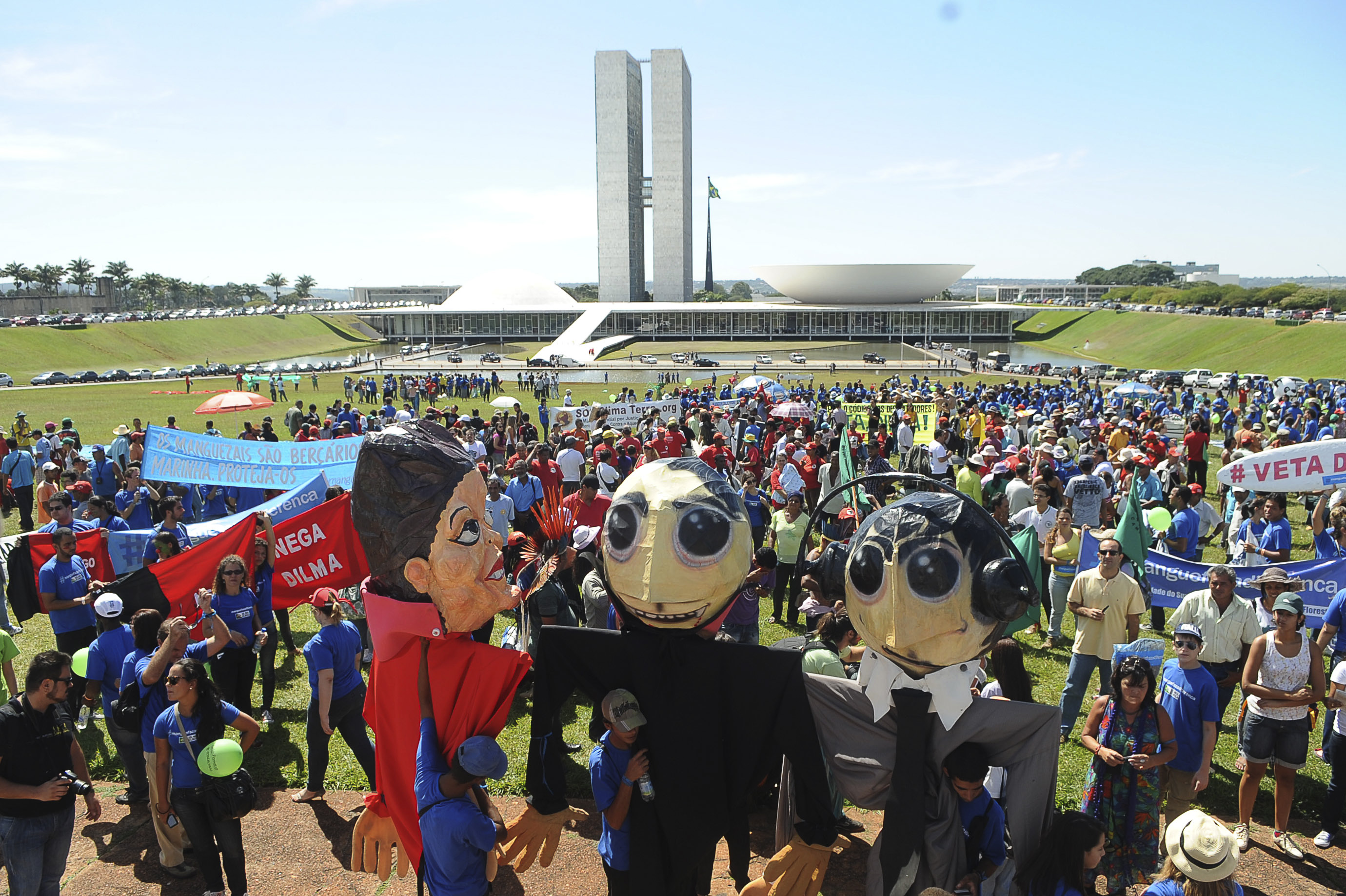
Manifestantes fazem protesto na Esplanada dos Ministérios em Brasília contra a aprovação do Novo Código Florestal Brasileiro.

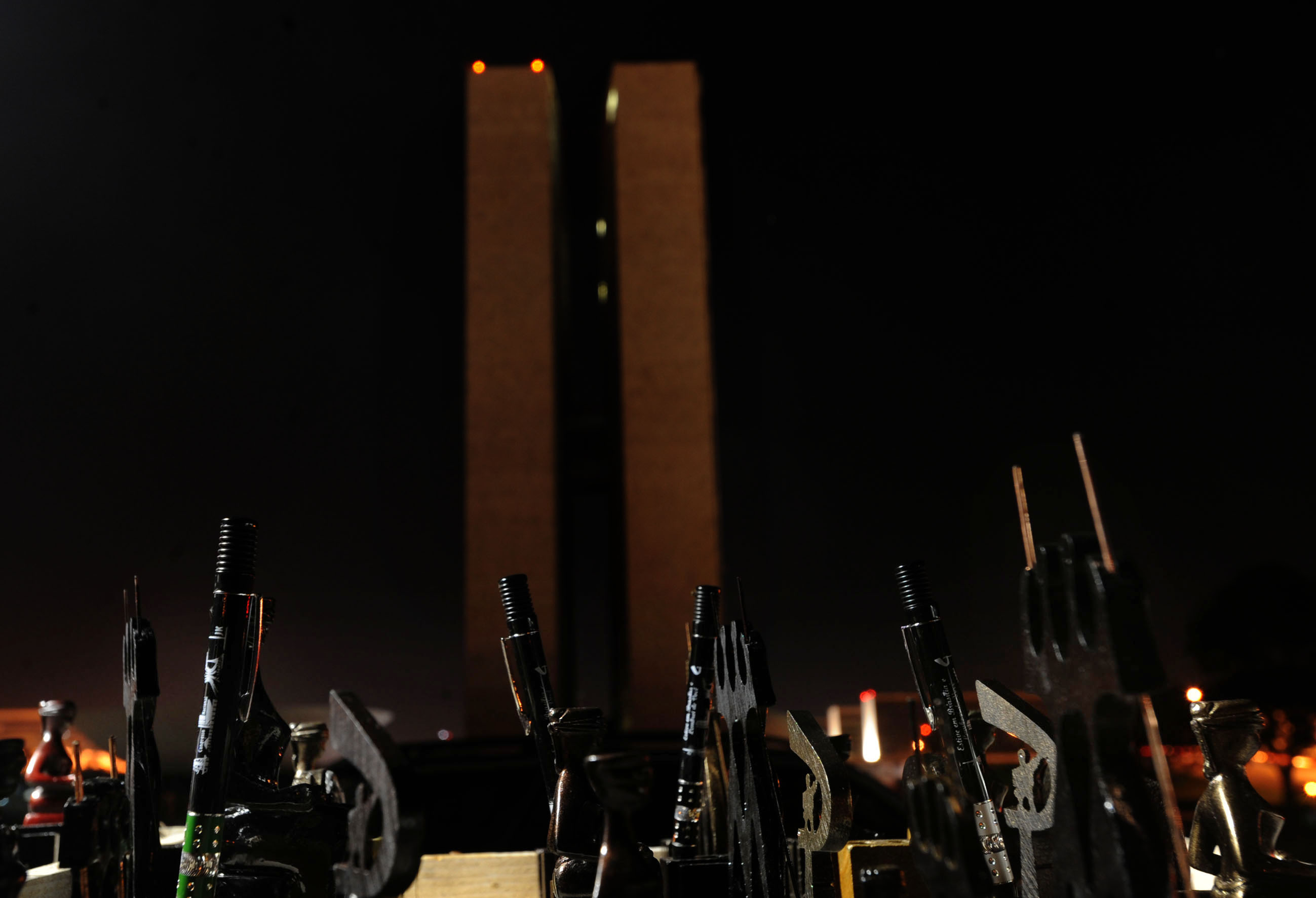
Praça dos Três Poderes, em Brasília, às escuras durante a Hora do Planeta de 2011, uma campanha internacional promovida pelo World Wide Fund for Nature para conscientização sobre o aquecimento e os problemas ambientais.

Mas mesmo assim o quadro nacional apresenta indicativos de piora em muitos setores, e o governo de Dilma Rousseff foi duramente criticado por desenvolver uma política socioambiental ambígua, criminosa e retrógrada em muitos outros aspectos, com perdas não compensadas pelos ganhos, complicadas pela burocracia, corrupção e incompetência administrativa, políticas setoriais conflitantes, legislação contraditória, e ênfase em megaprojetos que drenam vastos recursos públicos mas que têm eficiência duvidosa. Para um grande grupo de ambientalistas, que inclui cientistas, educadores, filósofos, religiosos e outras figuras destacadas da cultura nacional, o governo Dilma foi o pior desde 1988 no que tange à questão ambiental. Tornaram-se paradigmáticos os tumultuados debates públicos em torno do Novo Código Florestal, um texto repudiado pela Sociedade Brasileira para o Progresso da Ciência, inúmeras outras academias, ativistas e ONGs, e por quase 80% da população brasileira segundo pesquisa do Datafolha, mas que acabou aprovado no Congresso por pressão da bancada ruralista, desencadeando verdadeira comoção nacional. Na ocasião, um grupo de importantes organizações ambientalistas publicou uma carta aberta, onde disse:
"Ao contrário do anúncio de que a presidente aprofundará as boas políticas sociais do governo anterior, na área socioambiental, contrariando o processo histórico, há uma completa descontinuidade. A flexibilização da legislação, com a negociação para aprovação de um Código Florestal indigno desse nome e a regulamentação do Artigo 23 da Constituição Federal, através da Lei Complementar 140, recentemente aprovada, são os casos mais graves. A lista de retrocessos inclui ainda a interrupção dos processos de criação de unidades de conservação desde a posse da atual administração, chegando mesmo à inédita redução de várias dessas áreas de preservação na Amazônia através de Medida Provisória, contrariando a legislação em vigor e os compromissos internacionais assumidos pelo país. É também significativo desse descaso o congelamento dos processos de reconhecimento de terras indígenas e quilombolas ao mesmo tempo em que os órgãos públicos aceleram o licenciamento de obras com claros problemas ambientais e sociais".
Na apreciação de Carlos Rittl, coordenador do Programa de Mudanças Climáticas e Energia do ramo brasileiro do World Wide Fund for Nature,
"A ciência mostra que o país está criticamente ameaçado pelos potenciais efeitos das mudanças climáticas. No entanto, até o momento, o arcabouço de políticas de clima brasileiro é uma verdadeira colcha de retalhos, sem a devida sinergia e coordenação entre diferentes ministérios e mesmo entre governos federal e estaduais. Apesar de algum progresso nos últimos anos, a agenda climática do Brasil ainda é marginal e não integrada aos grandes planos de desenvolvimento do país. Um sinal claro desta distorção é o fato de o Brasil direcionar cerca de 70% de todos os investimentos em energia aos combustíveis fósseis".
Opinião muito semelhante tem Suzana Kahn Ribeiro, presidente do Comitê Científico do Painel Brasileiro de Mudanças Climáticas: "O Brasil precisa encontrar uma direção, definir o que quer ser quando crescer.... O Brasil dá sinais trocados a toda hora. A gente reduz IPI de carro pra todo mundo ficar engarrafado no trânsito. Estamos sofrendo um 'apagão' de coordenação climática". André Ferretti, coordenador-geral do Observatório do Clima, diz o mesmo:
"Hoje temos trilhões de recursos a serem investidos em infraestrutura, planos de expansão da geração de energia principalmente de fontes fósseis (cerca de 70% dos investimentos do País), planos safra anuais e incentivos à indústria, sem nenhuma conexão com a lógica do desenvolvimento de baixo carbono. Temos um conjunto de políticas de clima desconexas, sem coordenação e que sequer tem seus potenciais impactos positivos monitorados; e o Fundo Clima está completamente ameaçado e com recursos contingenciados.... A grande mensagem do quinto relatório do IPCC é que a situação é cada vez mais crítica, e que, se nada ou muito pouco for feito, entraremos em uma trajetória muito perigosa. A janela de oportunidade para evitarmos o colapso do sistema climático é estreita".
Até mesmo alguns setores do governo concordam que há problemas nessa área: Carlos Nobre, secretário de Políticas e Programas de Pesquisa e Desenvolvimento do Ministério da Ciência, Tecnologia e Inovação, disse que "o Ministério da Ciência e Tecnologia está fazendo o seu papel, de investir no desenvolvimento de pesquisas e geração de conhecimento, mas ainda falta uma maior integração entre pesquisas e criação de políticas". A revisão do Plano Nacional sobre Mudança do Clima, iniciada em 2012 e que deveria terminar no final de 2013, também sofreu muitas críticas. O Fórum Brasileiro de Organizações Não Governamentais e Movimentos Sociais e o Observatório do Clima, que juntos reúnem mais de 700 entidades ligadas à matéria, divulgaram uma carta aberta à presidente afirmando que o processo de revisão estava sendo feito sobre bases tão precárias, tão incoerentes e tão pouco transparentes que a colaboração técnica dessas entidades e da sociedade civil se torna impossível, e lamentaram que as previsões sobre o resultado sejam pessimistas: "O processo, como organizado e como se apresenta, não irá resultar no aprimoramento do Plano Nacional de forma a permitir o desenvolvimento do país numa trajetória de baixas emissões de carbono". Para o deputado federal Alfredo Sirkis, a grande influência do Brasil nos debates mundiais sobre o aquecimento produz nítido contraste com a fraca atuação doméstica: "Mesmo com os problemas que vemos aqui, ainda somos vistos como o país que mais realizou – o que é assustador, porque ainda temos muito a fazer". Falando sobre as metas de redução de gases estufa a serem apresentadas pelo Brasil na 21ª Conferência sobre Clima da Organização das Nações Unidas (COP-21, dezembro de 2015), a pesquisadora Maureen Santos, coordenadora do Programa de Justiça Ambiental da Fundação Heinrich Böll Brasil e monitora das negociações da COP, disse que "no geral, do ponto de vista da negociação, as metas foram maiores do que se esperava que o Brasil fosse colocar na mesa”, mas “não se enfrenta o que provocou as mudanças climáticas, não se discute a mudança de padrão de produção e consumo, se discute apenas a descarbonização, não importa se para isso serão cometidas mais violações de direitos e mais impactos socioambientais".
Durante o governo Temer o decreto que regulamentava a Política Nacional foi revogado e republicado sem as metas setoriais. Com a entrada do governo Bolsonaro em 2019 as perspectivas se tornaram muito pessimistas. Criticado pelos ambientalistas em peso e pela comunidade científica como condutor de um processo deliberado de desmonte da gestão ambiental, promovendo o que chamam de um vasto retrocesso. No que tange ao clima, os efeitos dessa política já são evidentes. O desmatamento explodiu, o Ibama e o ICMBio foram redefinidos com menor estrutura e poderes, áreas de conservação e terras indígenas podem ser extintas, reduzidas ou abertas para a exploração comercial, conselhos foram extintos ou reduzidos, a legislação sobre licenciamento ambiental e segurança genética está sendo pulverizada por múltiplos projetos de lei e decretos flexibilizadores, e o Itamaraty e o Ministério do Meio Ambiente, cujos ministros negam as mudanças climáticas, extinguiram as instâncias responsáveis pelo tema e têm divulgado informações falsas ou tendenciosas. Segundo o Observatório do Clima,
"Com o fim da Secretaria de Mudança Climática e Florestas do MMA, todas as políticas tocadas por ela, como o Plano Nacional de Adaptação e os planos de prevenção e controle do desmatamento na Amazônia e no cerrado foram para o limbo. Aí, quando a gente achava que não podia ficar pior, o 'revogaço' do Bolsonaro em abril extinguiu o Comitê Interministerial sobre Mudança Climática, o CIM, e seu Grupo Executivo, o GEx, além da Comissão Nacional de Redd+, que afiançava, por exemplo, o dinheiro do Fundo Verde do Clima que o Brasil ganhou no ano passado. Então não sobrou ninguém tomando conta dessa lojinha, os recursos não estão sendo aplicados e nada está sendo feito".

### Energia

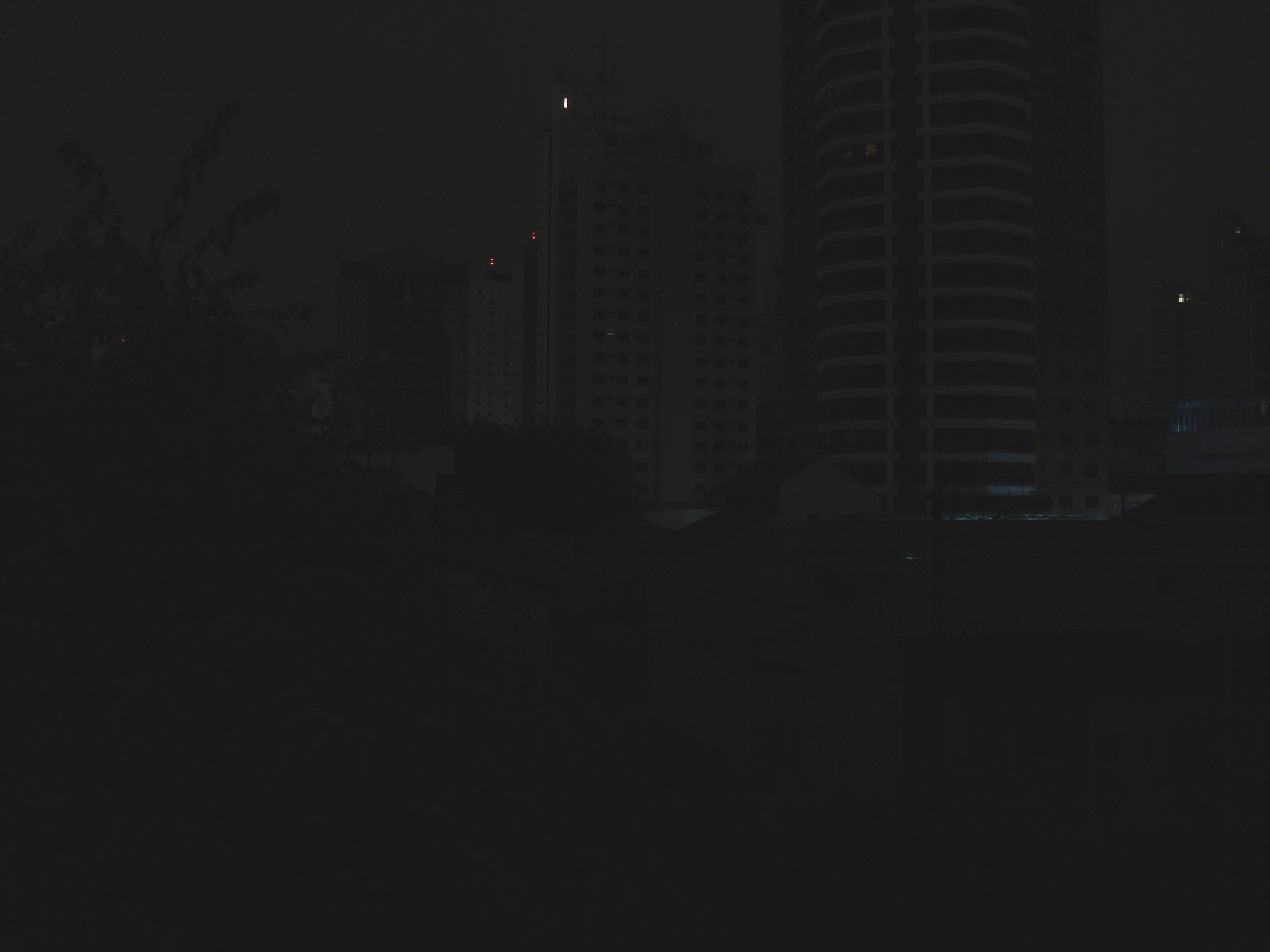
Alto de Santana em São Paulo, no apagão de 2009.

Há uma preocupação disseminada de que a mudança para os combustíveis renováveis produza uma eventual carência ou crise energética, mas segundo várias pesquisas recentes esses temores não têm fundamento, mostrando que o Brasil tem enorme potencial para outras fontes de energia, notadamente a eólica e a solar. Um relatório do IPCC sobre energias renováveis apontou que a exploração de apenas 2,5% das fontes renováveis do mundo pode suprir 77% da necessidade energética global até 2050, superando em 20 vezes a atual demanda mundial de energia.
Segundo dados do governo, a energia renovável no Brasil está mostrando tendência de queda, embora ainda se mantenha em um patamar elevado, respondendo por cerca de 42% do total. O quadro energético brasileiro em 2012 era o seguinte:
- Renováveis
  - 15,4% - biomassa de cana
  - 13,8% - hidráulica e eletricidade
  - 9,1% - lenha e carvão vegetal
  - 4,1% - lixívia, eólica e outras renováveis
- Não renováveis
  - 39,2% - petróleo e derivados
  - 11,5% - gás natural
  - 5,4% - carvão mineral
  - 1,5% - urânio

Em 2012 as emissões de carbono associadas à matriz energética brasileira foram de 429 megatoneladas. 48,8% tiveram origem no setor de transportes, 20,9% nas indústrias, 4,1% nas residências, e os restantes 26,2% têm múltiplas origens em frações diminutas.

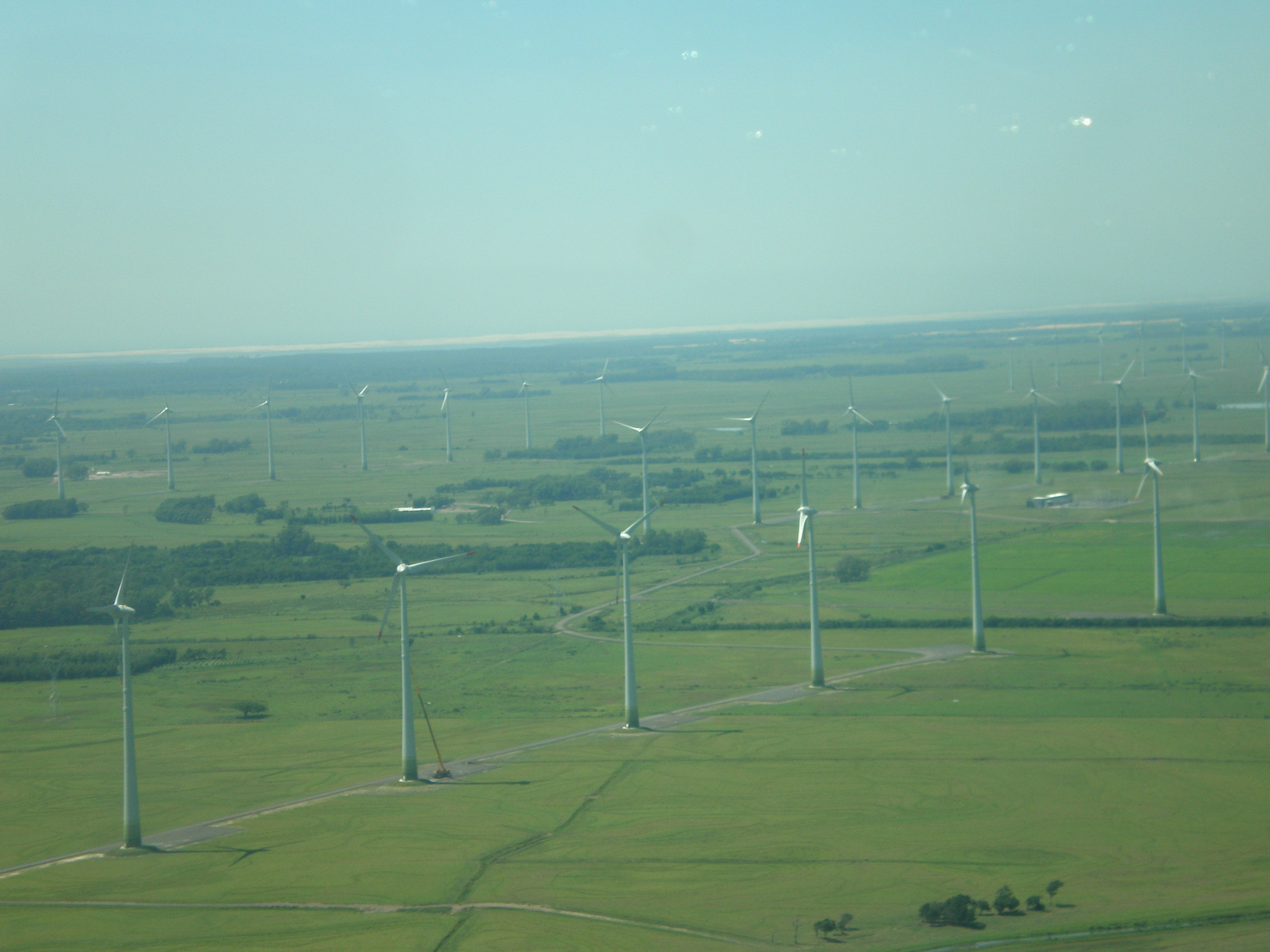
Vista aérea parcial do Parque eólico de Osório.

Considerando que deve ser prevista uma sensível redução na vazão de muitas bacias hídricas onde o governo depositava esperanças, e que pode afetar muitas das usinas hidrelétricas já instaladas, que geram hoje cerca de 80% da eletricidade do país, a mudança para outras fontes se revela ainda mais lógica, a fim de evitar ao máximo que se recorra ao carvão mineral, ao gás natural e ao petróleo, todos grandes emissores de gases estufa, para suprir as faltas. De qualquer modo, a mudança para uma matriz energética alternativa é inevitável, uma vez que todos os combustíveis fósseis são recursos finitos e cedo ou tarde acabarão. Prevê-se, sim, a necessidade de um grande investimento inicial para a transição, e isso tem intimidado os mercados, mas as análises de longo prazo apontam em sua maioria que esse investimento será coberto pelos benefícios com muita folga, criando além disso novas oportunidades de pesquisa e emprego e novos mercados. Segundo pesquisa do Greenpeace, "mesmo sendo necessário um investimento inicial de pelo menos 690 bilhões de reais a mais do que o governo já vinha planejando gastar com energia.... ele pode gerar uma economia de 1,11 trilhão de reais até 2050 na comparação com o cenário padrão.... uma vez instalada a infraestrutura, a energia com base na natureza é muito mais barata do que comprar combustível fóssil. Por outro lado, o dinheiro investido fica na própria região e no país e há uma geração de 15% a 20% mais empregos".
Na perspectiva de redução progressiva de emissões de gases estufa, uma grande incerteza paira, desta forma, sobre o futuro do programa brasileiro de exploração do petróleo nacional, que nos últimos anos vem tendo significativo sucesso. No entanto, as grandes jazidas descobertas mais recentemente, no chamado pré-sal, que despertaram grande interesse internacional e também grande controvérsia técnica e ecológica, exigirão investimentos em escala jamais vista para dar lucro, como concluiu estudo de Paulo César Ribeiro Lima, consultor da Câmara Federal, uma vez que se localizam em alto mar e a grande profundidade sob o leito oceânico, além estarem associadas a gás natural que contém gás carbônico em concentrações incomumente elevadas, na ordem de até 12%, o que significa mais de 3 bilhões de toneladas, sem incluir os gases estufa que derivarão da queima do petróleo.
Semelhantemente, permanece a polêmica sobre o carvão mineral brasileiro, que tem sido revalorizado pelo governo na expectativa de futuras carências energéticas. Mas as jazidas brasileiras se caracterizam em geral pelo seu alto nível de impureza e baixo rendimento, gerando limitações e muitos poluentes em seu uso. Mais de 68% dos investimentos previstos no Plano Decenal de Energia 2021 serão destinados ao setor de petróleo e gás, e as usinas térmicas movidas a carvão voltarão a ser incentivadas. Setores do próprio governo admitem que há contrasensos. Maurício Tolmasquim, presidente da Empresa de Pesquisa Energética, vinculada ao Ministério de Minas e Energia, disse que "é um paradoxo ambiental mas, no fundo, representa a escolha que se faz na sociedade", e o Ministério do Meio Ambiente em seu site oficial declarou:

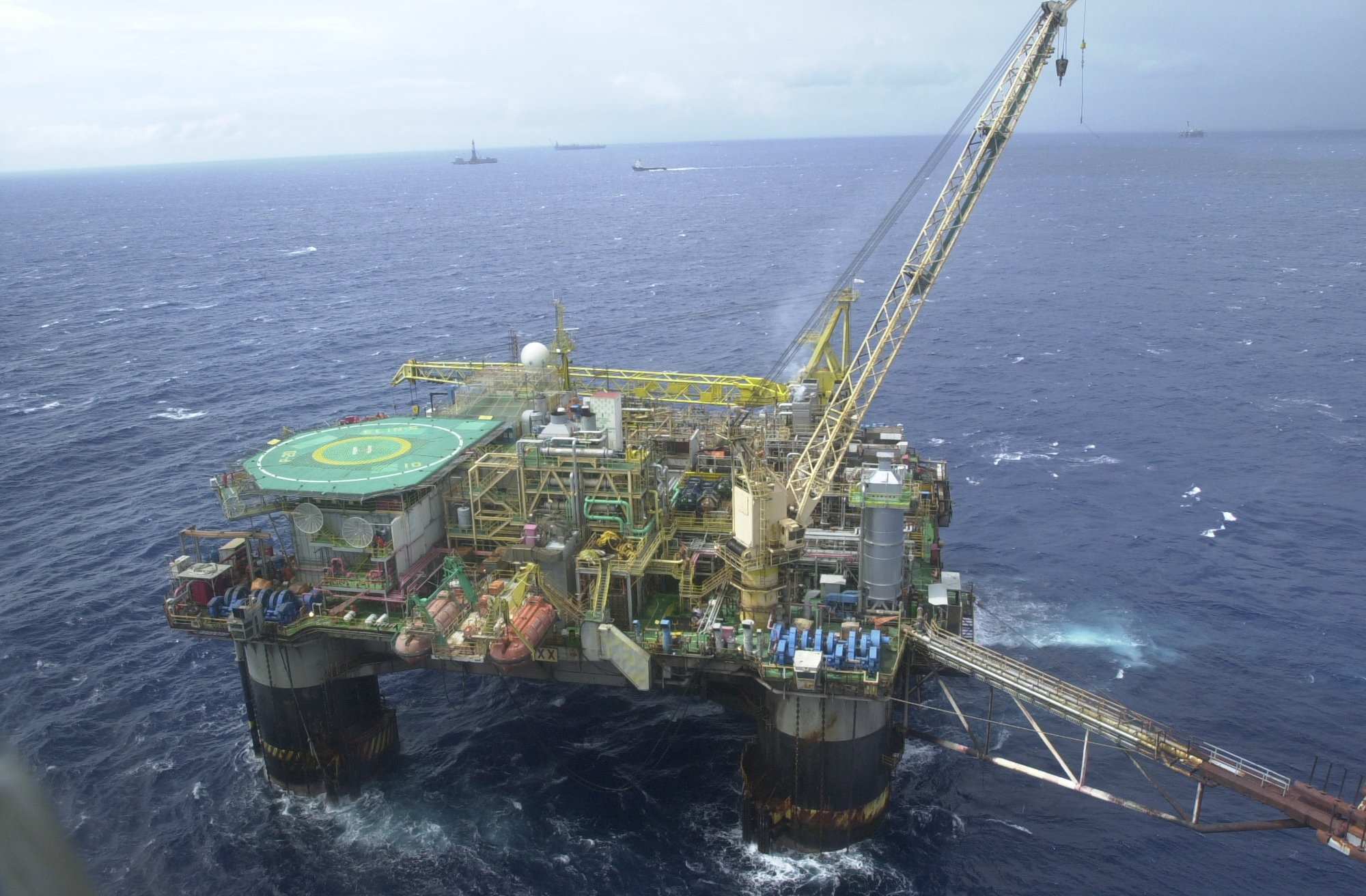
Plataforma petrolífera P-20, da Petrobras: a exploração de petróleo em águas profundas (offshore) tornou a empresa uma referência mundial.

"Uma expansão expressiva da geração termelétrica a carvão no país produzirá aumentos importantes nas emissões de gases. A instalação de apenas 5 mil MW deverá produzir emissões adicionais de gases de efeito estufa de pelo menos 22,3 x 106 toneladas de carbono por ano, para um fator de capacidade médio operativo de 60%. Esse volume de emissões é maior que o total de emissões no Sistema Integrado Nacional em 2005. Vale dizer, uma potência que corresponde a menos de 6% da potência total instalada nesse sistema em 2005 mais que dobra o volume total de emissões de gases por ele produzido".
Segundo Suzana Kahn,
"Meio ambiente é uma questão muito mais estratégica do que uma coisa conjuntural. E este não me parece ser o foco da Fazenda. Mas deveria ser estratégia de desenvolvimento do país. Corremos o risco de chegar a um paradoxo de, mantendo o modelo atual, acabarmos por comprometer nosso desenvolvimento no futuro. Porque se a gente chegar daqui a alguns anos completamente sucateados, vamos só importar painel solar da China, como já fazemos, a pá eólica vai vir de não sei onde... É uma visão muito míope. Temos que olhar além. Porque se não olharmos além, alguém está se preparando e vamos ter que engolir, vamos virar colônia dos países que estão crescendo. Quando a gente quis fazer algo bem feito, a gente fez. Quando a Petrobras resolveu avançar no offshore, a gente virou campeão nisso. Quando houve a decisão de investir no álcool, viramos campeão também. Mas aí descansamos, e outros países foram avançando, e já estão chegando à segunda geração, enquanto ficamos patinando. Falta isso para o Brasil. Linhas claras para investir e pegar essa onda das renováveis e reduzir a pressão sobre o recursos naturais. É um processo inevitável, independente das questões climáticas. É inevitável porque os recursos vão acabar um dia".

### Uso dos recursos

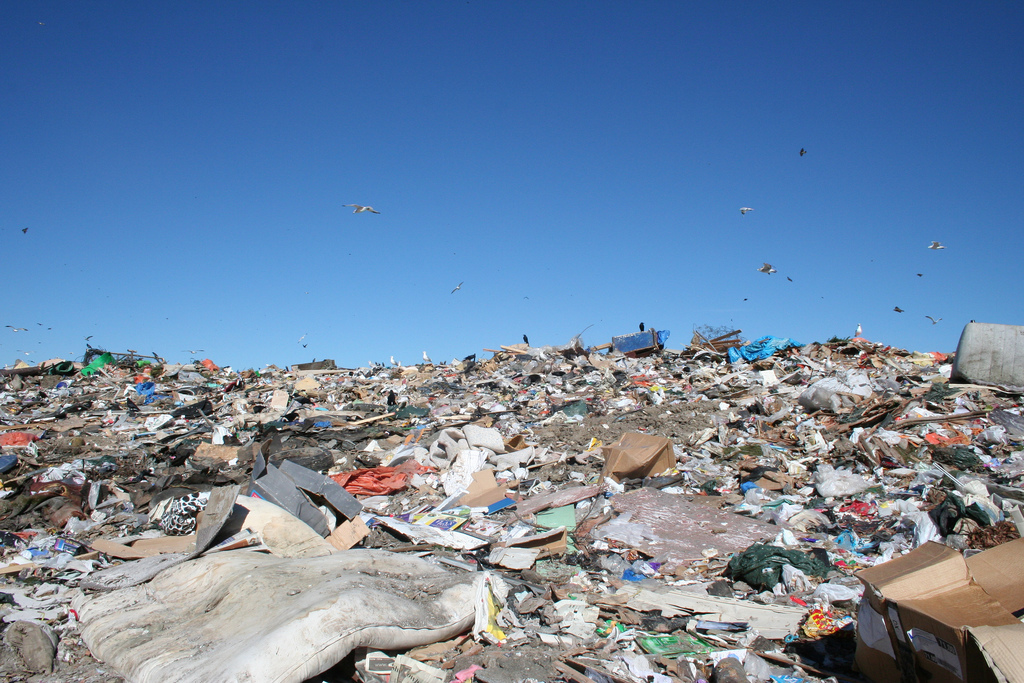
Lixão a céu aberto em Jardim Gramacho.

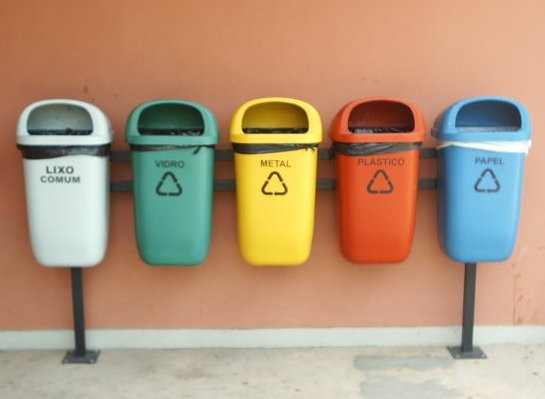
Cestos de lixo diferenciados para coleta seletiva, em São Paulo.

Outros estudos enfatizam que as práticas de uso da terra, de urbanização, de produção industrial, de construção e de consumo no país se caracterizam historicamente pelo baixo aproveitamento dos recursos naturais e pelos grandes desperdícios, alertando que isso também deve ser mudado. Como exemplos típicos desse traço cultural, podem ser citadas as perdas na cadeia produtiva de hortaliças, que segundo a Embrapa chegam a 43% de tudo o que é produzido. Dados da FAO mostram que o desperdício de alimentos é a terceira maior causa de emissões de carbono, sendo que no Brasil a cada ano 26,3 milhões de toneladas de comida são jogadas fora. Além do impacto climático, esse desperdício seria o bastante para alimentar facilmente os 13 milhões de brasileiros que ainda passam fome. Nas cidades desperdiça-se de 50 a 70% de toda a água captada, e na construção civil, setor que consome de 20 a 50% de todos os recursos naturais disponíveis, perde-se em média de 9 a 50% dos materiais, o que representa até 40% de todo o lixo produzido. Alguns materiais, como a argamassa, cuja produção tipicamente emite grandes quantidades de carbono e outros gases estufa, atingem níveis de desperdício de 90%, como informa uma pesquisa realizada em canteiros de obra em todo o território nacional. Em algumas cidades brasileiras os descartes da construção perfazem 70% do lixo urbano.
O governo desenvolve planos de economia de recursos em vários setores, como o Programa Nacional de Conservação de Energia Elétrica e o Programa Nacional da Racionalização do Uso dos Derivados de Petróleo e do Gás Natural. Também incentiva a reciclagem de resíduos, uma área que vem ganhando espaço no Brasil, embora ainda haja muitas limitações técnicas e culturais para que isso se torne uma prática corriqueira. Entre os resíduos mais comumente reciclados estão alguns metais, com destaque para o alumínio, plásticos e borrachas, vidro e papel. Segundo o governo brasileiro, em estudo de 2008, aproximadamente 25 milhões de pessoas já têm acesso à coleta seletiva, e 43,5% dos programas mantêm associação com cooperativas de catadores. Contudo, o custo da coleta seletiva ainda é alto, estimado em torno de 151 dólares por tonelada, cinco vezes mais do que a coleta convencional, sendo necessários mais investimentos neste setor a fim de propiciar o melhor serviço e barateá-lo para toda a população.
Para minimizar o processo de desmatamento, do qual o Brasil é campeão mundial, que além de representar grandes perdas de capital natural e biodiversidade, tem o efeito de aumentar as emissões de gases estufa e reduzir as taxas de sequestro de carbono atmosférico, também há uma grande quantidade de ações do governo em progresso, atendendo carências de fiscalização e monitoramento, regularização fundiária e ordenamento da ocupação territorial, legislação, infraestrutura, tecnologia e recursos humanos, bem como combatendo a corrupção e o crime organizado, e fomentando a educação ambiental, a exploração madeireira controlada nas Florestas Nacionais, e iniciativas de exploração integrada agricultura-pecuária-silvicultura. Inúmeras organizações privadas e academias também participam deste trabalho, independentemente ou em parcerias com o governo. Nos últimos dez anos as taxas de desmatamento vêm indicando uma tendência de queda, reduzindo-se com isso as emissões de carbono, mas as dificuldades no setor são crônicas e em 2013 os índices de desmatamento mostraram grande aumento, o que foi considerado pelos ambientalistas como um reflexo da aprovação do polêmico Novo Código Florestal Brasileiro.

### Manejo de desastres climáticos
O relatório Brasil 2040: cenários e alternativas de adaptação à mudança do clima enfatizou o escasso preparo do país para enfrentar os esperados desastres climáticos que devem se agravar com o progresso do aquecimento global, como por exemplo grandes secas e inundações, tempestades, elevação do nível do mar e deslizamentos de terra provocados por chuvas torrenciais. Identificou-se também que apesar dos numerosos programas de mitigação e adaptação já aprovados pela União, Estados e Municípios, eles tipicamente não saem do papel, ou produzem resultados tímidos ou marginais.

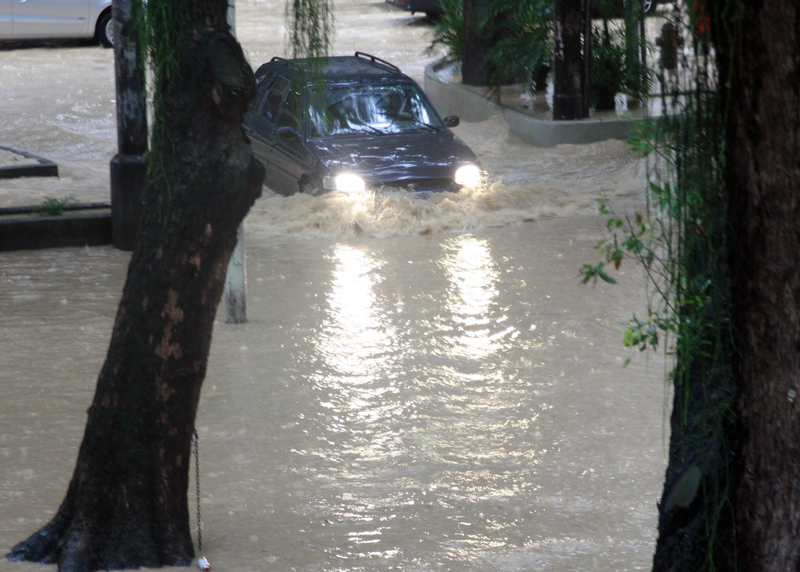
Comprometimento da mobilidade urbana nas chuvas torrenciais de 6 de abril de 2010 na cidade do Rio.

Analisando o caso da estrutura de apoio a emergências da cidade do Rio de Janeiro, foi apontado que a maioria dos recursos de atendimento à população (hospitais, instalações militares e policiais, corpos de bombeiros, etc), se localizam em áreas de media ou alta vulnerabilidade a desastres naturais, junto a rios e canais ou em regiões baixas, que podem facilmente inundar, ou à beira-mar, sujeitos à subida do seu nível e tempestades costeiras, e podem ser comprometidos mesmo em eventos climáticos de pequenas proporções, prejudicando sua funcionalidade e aumentando os impactos sobre a sociedade. Nas mesmas regiões se localizam a maioria das estações de tratamento de água e esgotos, bem como muitos pontos das principais rodovias e ruas, incluindo alguns grandes entroncamentos viários, oferecendo riscos aumentados em caso de desastre em termos de saneamento, abastecimento e transporte de flagelados. Situação ainda pior é a do transporte pelo metrô, que está em sua maioria em regiões de alta vulnerabilidade. Citando a ameaça da elevação do nível do mar, apontou-se que há um patrimônio imobiliário da ordem de 124 bilhões de reais localizado em áreas de alta vulnerabilidade, e de 2,7 trilhões de reais em áreas de média vulnerabilidade. No caso da cidade de Santos, a maior parte da área urbana está em área de alta vulnerabilidade e muitas em áreas de altíssima vulnerabilidade, o que coloca toda a cidade sob um elevado risco, tendo mais de 100 bilhões de reais em valores imobiliários em regiões de alta vulnerabilidade. O relatório afirmou que esses exemplos podem ser extrapolados para muitas outras regiões do Brasil de alta densidade demográfica, já que a maioria das cidades estão em regiões litorâneas baixas ou junto a rios, lagos e encostas de morros frágeis. Áreas portuárias também apresentam riscos aumentados de deterioração ou destruição de estruturas, alagamentos, assoreamento de canais e barras estuarinas e outros, e delas depende grande parte do comércio nacional e internacional do Brasil.

## Perspectivas
O Painel Brasileiro de Mudanças Climáticas alertou que se as mudanças necessárias não acontecerem, fazendo com que as tendências permaneçam próximas do que são hoje, em 2030 as emissões de carbono brasileiras terão praticamente dobrado. Nas palavras de Mercedes Bustamante, uma das coordenadoras do Grupo de Trabalho 3 (sobre a mitigação), será preciso "mais eficiência energética, mais inovação tecnológica e políticas de incentivo ao uso de energia renovável para reverter esse quadro". Será aconselhável rever os planos de desenvolvimento em todos os setores, introduzindo generalizadamente a diretriz da sustentabilidade.

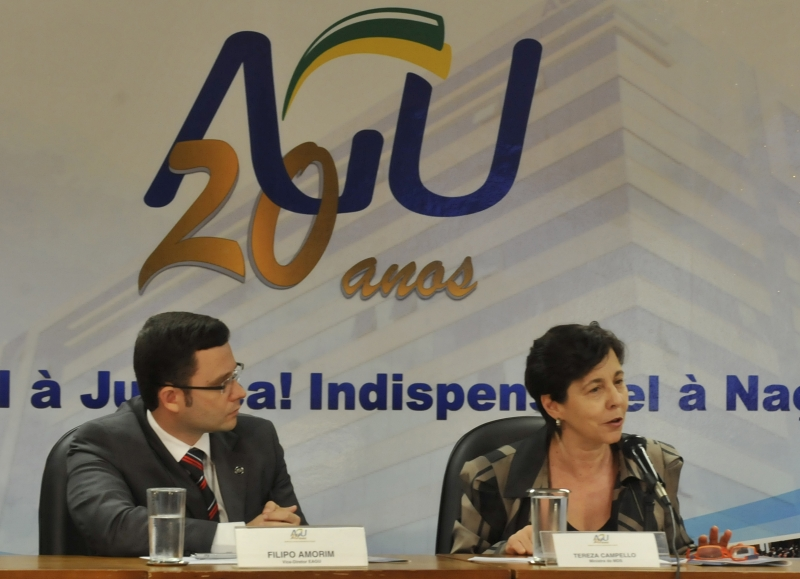
O vice-diretor da escola da Advocacia-Geral da União, Filipo Amorim, e a ministra do Desenvolvimento Social e Combate à Fome, Tereza Campello, participam em 2013 do seminário O Plano Brasil sem Miséria.

O Brasil atualmente já enfrenta uma série de imensos desafios em muitas áreas vitais que exigem enormes recursos e esforços, como na saúde, na energia, na habitação popular, no combate à pobreza e à fome, na segurança pública, no desmatamento, na poluição, no manejo de desastres naturais, e apesar da pujança de sua economia, que está entre as dez maiores do mundo, e mesmo com todos os investimentos realizados, que são vultosos, há carências críticas e crônicas em muitos setores, com grande parte de sua população vivendo em condições indignas.
Num país que tem uma população em crescimento acelerado, exigindo sempre maiores recursos à disposição, aquele quadro de penúrias pode ser bastante agravado por influência do aquecimento global, como já está sendo, ampliando as demandas e tornando ao mesmo tempo mais difícil atendê-las. Prevê-se que os piores impactos serão sentidos pela população que já é a mais carente. A adaptação a desafios tornados ainda mais imponentes por influência do aquecimento vai exigir um grande esforço da nação, para o qual todos devem estar preparados, tanto o governo como a sociedade em geral, ainda mais porque da sociedade, do cidadão individual, depende parte decisiva das soluções que precisam ser encontradas. Considera-se essencial que, ao lado da criação de políticas e projetos técnicos, se desenvolva um projeto de educação em massa da população para uma conscientização e mudança nos hábitos que contribuem para aumentar o aquecimento global. Para o PBMC, bem como para outros pesquisadores, as políticas de mitigação e adaptação devem levar em conta as variadas características regionais e as variações previstas na evolução do aquecimento global sobre cada região brasileira. Reiteram também que há um grande e real potencial de risco ecológico, econômico, social e cultural, que deve ser considerado com toda a seriedade, diante de sua magnitude, mas uma abordagem bem sucedida do problema ainda é viável e as metas estabelecidas pelo governo podem ser alcançadas, desde que sejam dados à sociedade os incentivos adequados.

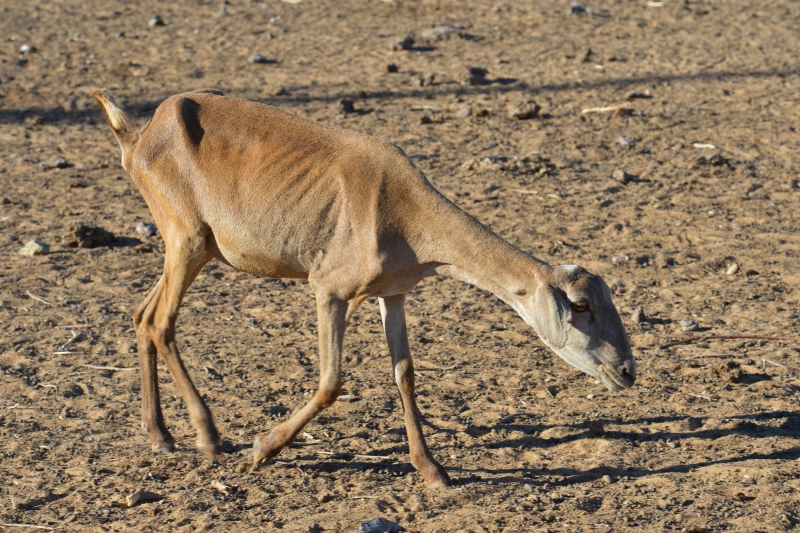
Cabra emagrecida em Petrolina, 2013, na pior seca dos últimos 50 anos no Semiárido nordestino. O Semiárido é um dos biomas que devem receber ainda menos chuvas até 2100, agravando uma situação crônica de escassez de água.

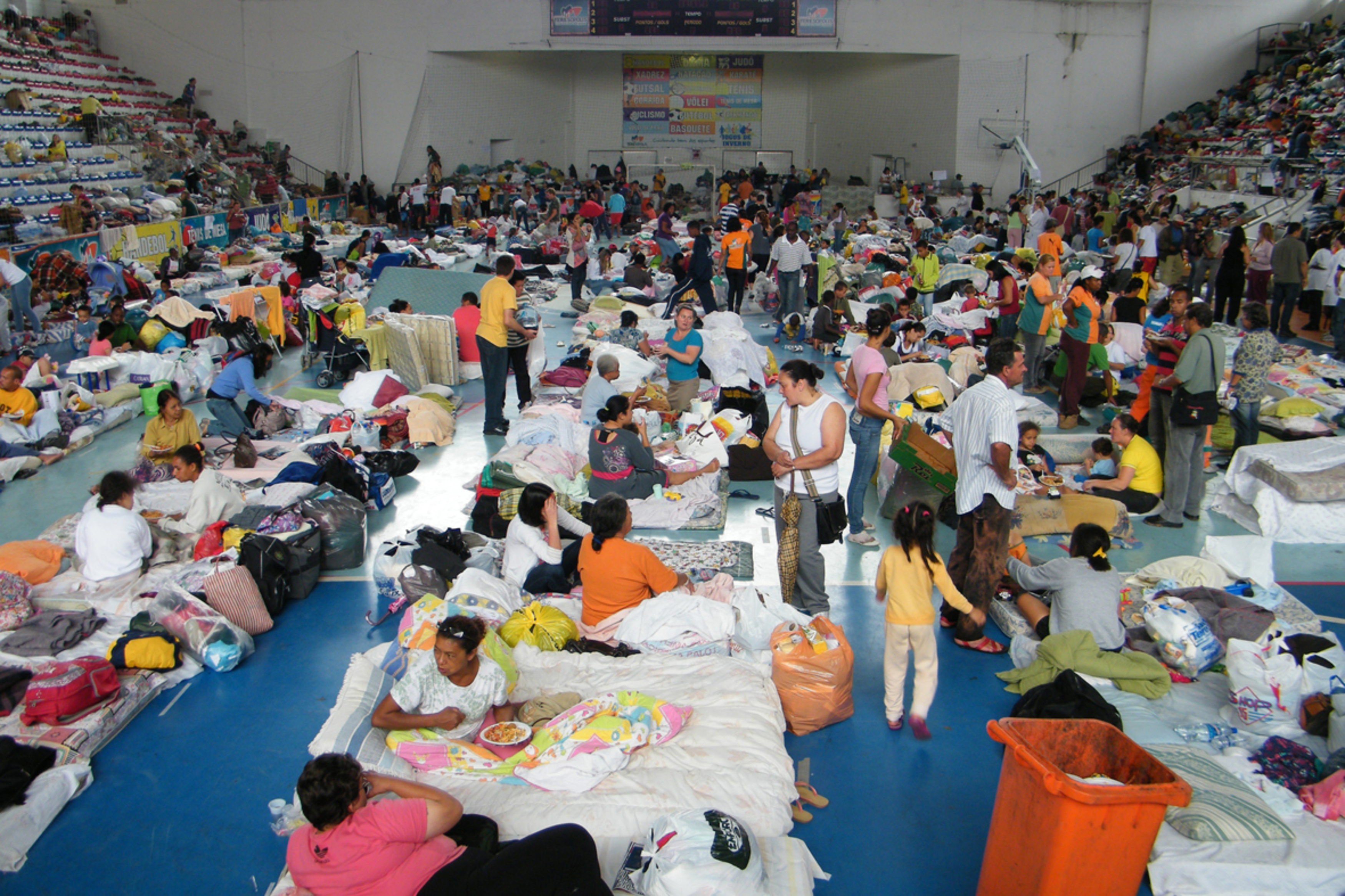
Desabrigados da enchente de 2011 em Teresópolis, estado do Rio, na região Sudeste, que segundo as previsões deve passar a receber ainda mais chuvas até o fim do século, aumentando os riscos para a população.

Alguns exemplos recentes ilustram calamidades que devem se tornar mais frequentes e mais graves se o combate ao aquecimento não progredir de maneira significativa: A seca de 2012 no nordeste afetou mais de dez milhões de pessoas e gerou um prejuízo de mais de 16 bilhões de reais. Em 2013 o fenômeno se repetiu com ainda maior intensidade, sendo considerada pela ONU a pior dos últimos 50 anos, deixando 1.200 municípios em estado de emergência. Só na Paraíba, 360 mil cabeças de gado morreram. Medições no litoral de São Paulo indicam que o nível do mar subiu ali 30 cm no último século, superando a média mundial, e já se notam muitos sinais de erosão costeira, lençóis freáticos são salgados progressivamente, as ressacas se tornam mais altas, causando prejuízos para a infraestrutura das cidades litorâneas. Vinte praias correm o risco de desaparecer. No Recife, a famosa praia de Boa Viagem perdeu alguns trechos engolidos pelo mar, e Olinda perdeu 59% de sua faixa de areia entre 1995 e 2010. Apenas na cidade de São Paulo, onde segundo as previsões as chuvas devem aumentar, as enchentes causam um prejuízo de 762 milhões de reais por ano. Nas enchentes e deslizamentos de terra no Rio de Janeiro em 2011, a maior tragédia natural já vivida no país, morreram 906 pessoas, 400 foram dadas como desaparecidas, 30 mil tiveram de sair de suas casas, 770 encostas de morros tiveram sua estabilidade comprometida, e precisarão ser reconsolidadas a um custo estimado de 3,3 bilhões de reais. O prejuízo para as empresas chegou a 470 milhões de reais. Em 2011, segundo cálculo da ONU, as enchentes em todo o Brasil somaram 10 bilhões de reais em prejuízos materiais e cobraram mais de mil vidas, além de deixarem multidões desabrigadas e produzirem transtornos de várias ordens que levarão anos para serem equilibrados. Na análise de André Ferretti e Carlos Rittl, respectivamente coordenador-geral e secretário-executivo do Observatório do Clima,
"Entre os anos de 1991 e 2012, mais de metade da população brasileira teve sua vida afetada por eventos climáticos extremos. Secas, enchentes e deslizamentos de terra atingiram 127 milhões de pessoas. O número de registros cresceu 40% na década passada em comparação à anterior, segundo o Atlas Brasileiro dos Desastres Naturais. Tragédias recentes incluem a de Santa Catarina, em 2008, e a da serra fluminense, em 2011. Neste ano, um quinto dos municípios do país entrou em situação de emergência ou de calamidade pública. O aquecimento global, combinado com a expansão urbana e os problemas de desenvolvimento que o Brasil já tem, permite projetar para este século um cenário sombrio, no qual o número de atingidos e o custo das tragédias para a economia só fazem crescer. E ninguém será poupado".
As projeções realizadas pelo IPCC, pelo PBMC e por outros cientistas, reconhecidamente ainda têm um grau de incerteza, muito porque o clima do futuro depende diretamente da reação da sociedade ao desafio de controlar o aquecimento global, uma reação que não se pode saber ao certo se vai acontecer na medida desejada — é possível que uma transição geral para um modelo de desenvolvimento sustentável se revele difícil ou lenta demais, mas a História mostra que em crises anteriores a humanidade provou ser capaz de respostas vigorosas, rápidas e transformadoras.
As incertezas neste aspecto aumentam em virtude de polêmicas artificiais e distorcidas divulgadas à larga na imprensa por negacionistas do clima, um grupo de pressão econômica e política que tem conexões internacionais, e que tem seus interesses de lucro e de poder ameaçados com as mudanças no sistema vigente. Grandes empresas e grupos de interesse já foram denunciados por exercerem pressão sobre os políticos e produzirem estudos fraudulentos para minimizar a importância do caso, tornando o enfrentamento do problema muito mais moroso e difícil. As incertezas também têm sido muito distorcidas e mal representadas na imprensa, de onde o grande público geralmente retira suas informações, usando-as para alegar que o caso não é ou pode não ser assim tão grave como dizem — o que é um erro, pois a ciência já provou que é gravíssimo. Vários estudos apontam que a informação que o público está recebendo muitas vezes não tem sido boa, causando confusão e originando um estado de indiferença e desconfiança na população. Isso cria novos obstáculos para a mudança apontada pelos cientistas como vital e inadiável, pois em governos democráticos as mudanças precisam do aval da população.
Os negacionistas brasileiros têm credibilidade muito baixa junto à comunidade científica, seus argumentos já foram repetidamente impugnados com base em uma massa de evidências concretas, mas eles têm conseguido aliados de grande poder entre os ruralistas e os representantes do agronegócio, que defendem o livre mercado e um projeto de crescimento econômico irrestrito. Os capitães do setor rural formam ampla bancada no Congresso Nacional e conquistaram uma série de posições influentes na administração pública, incluindo a presidência, ministérios, governadorias e prefeituras. Usando argumentos negacionistas, esses agentes têm promovido um grande retrocesso nas políticas e programas ambientais em todos os níveis, que desde o governo Dilma vêm sofrendo fortes abalos. Também têm promovido profundas reformas legislativas em detrimento do meio ambiente e favoráveis ao agronegócio.
Os especialistas têm enfatizado que todos os esforços oficiais devem ser apoiados pela população para que o problema seja enfrentando com sucesso e as piores previsões não se concretizem. Os cientistas consideram essencial que a população compreenda de uma vez que o problema é gravíssimo e exige solução urgente. Mesmo que não entenda exatamente o motivo do perigo, pelo discurso recheado um jargão técnico pouco compreensível pelo leigo, seria necessário que a população desse um voto de confiança à ciência, lembrando os muitos benefícios que ela já deu ao mundo, como a televisão, os automóveis, a cura de doenças, e uma infinidade de outros, e se apegasse ao princípio da precaução: em virtude da magnitude do risco, mesmo havendo a possibilidade de ele não se materializar, a possibilidade, por outro lado, de que se materialize, teria um custo que a sociedade será incapaz de pagar. Isso destruiria todos os ecossistemas, a flora e a fauna seriam maciçamente erradicadas, a agricultura, a pesca e a pecuária seriam arruinadas, e com essas perdas, a civilização como a conhecemos entraria em colapso. De fato, a controvérsia já não existe entre os cientistas. O consenso dos climatologistas de todo o mundo sobre a realidade, gravidade e origem humana do aquecimento é unânime.
Em 2010 o aquecimento global causou a morte de 5 milhões de pessoas, grande sofrimento para muitos milhões a mais, seus custos econômicos combinados chegam à casa dos trilhões de dólares por ano, e as tendências para o futuro são de grande piora, e não de melhora, na situação. Dados tão importantes como esses não podem mais ser ignorados. Mas também ainda não foi percebido suficientemente que, se é um fato que a mudança para a sustentabilidade vai gerar problemas de adaptação e algumas perdas econômicas em alguns setores, existe um vasto potencial para lucro econômico e progresso social nessa mudança, através do redirecionamento dos investimentos para os setores emergentes, um mercado novo que só tende a crescer. Paulo Nobre, coordenador da Rede CLIMA, disse que "nós, cientistas, temos o desafio de conseguir traduzir a seriedade e a gravidade do momento e as oportunidades que as mudanças climáticas globais encerram para a sociedade. Sabemos que a inação representa a ação menos inteligente que a sociedade pode tomar". O PBMC diz ainda:
"A mudança de paradigma da economia tradicional para a de baixo carbono encontra muitas oportunidades de baixo custo no Brasil. É o caso de medidas de eficiência energética, pequenas centrais hidrelétricas, térmicas a bagaço de cana de açúcar e redução do desmatamento, entre outras opções. [...] O investimento em tecnologias que emitem menos GEE (gases estufa) relaciona-se de modo essencial com o desenvolvimento sustentável, que está associado a uma maior equidade (social), mas necessita de instrumentos financeiros adequados para sua efetiva implementação".
Suzana Bustamante, uma das coordenadoras do Grupo de Trabalho 3 do 5º Relatório do IPCC, considera que, como as maiores ameaças que pendem sobre o Brasil derivam da prevista redução nas precipitações na maior parte da área de produção alimentar e captação para hidrelétricas e consumo, deve ser prioritária para o país a estratégia, tanto adaptativa como mitigadora, de investir na redução do desmatamento, pois as florestas são grandes produtoras e conservadoras de recursos hídricos, além de todos os outros serviços ambientais essenciais que fornecem e toda a biodiversidade que abrigam. O Brasil é o país mais biodiverso do mundo, uma riqueza inestimável que está em grande risco e sofre perdas contínuas. Ao contrário do que se teme, de que a mudança para uma economia verde significará grande desaceleração econômica, um novo relatório da ONU enfatizou que "ações duras para cortar as crescentes emissões causadoras do efeito estufa iriam desacelerar o consumo mundial de bens e serviços em 0,06 por cento ao ano neste século, em um intervalo de 0,04 a 0,14 por cento", uma fração insignificante das perdas vastas e inevitáveis em outros setores se nada for feito. "O novo texto também contextualiza que as perdas são pequenas em comparação ao aumento vertiginoso de riqueza — o consumo deve aumentar entre 300 e 900 por cento neste século".

#### Participação popular

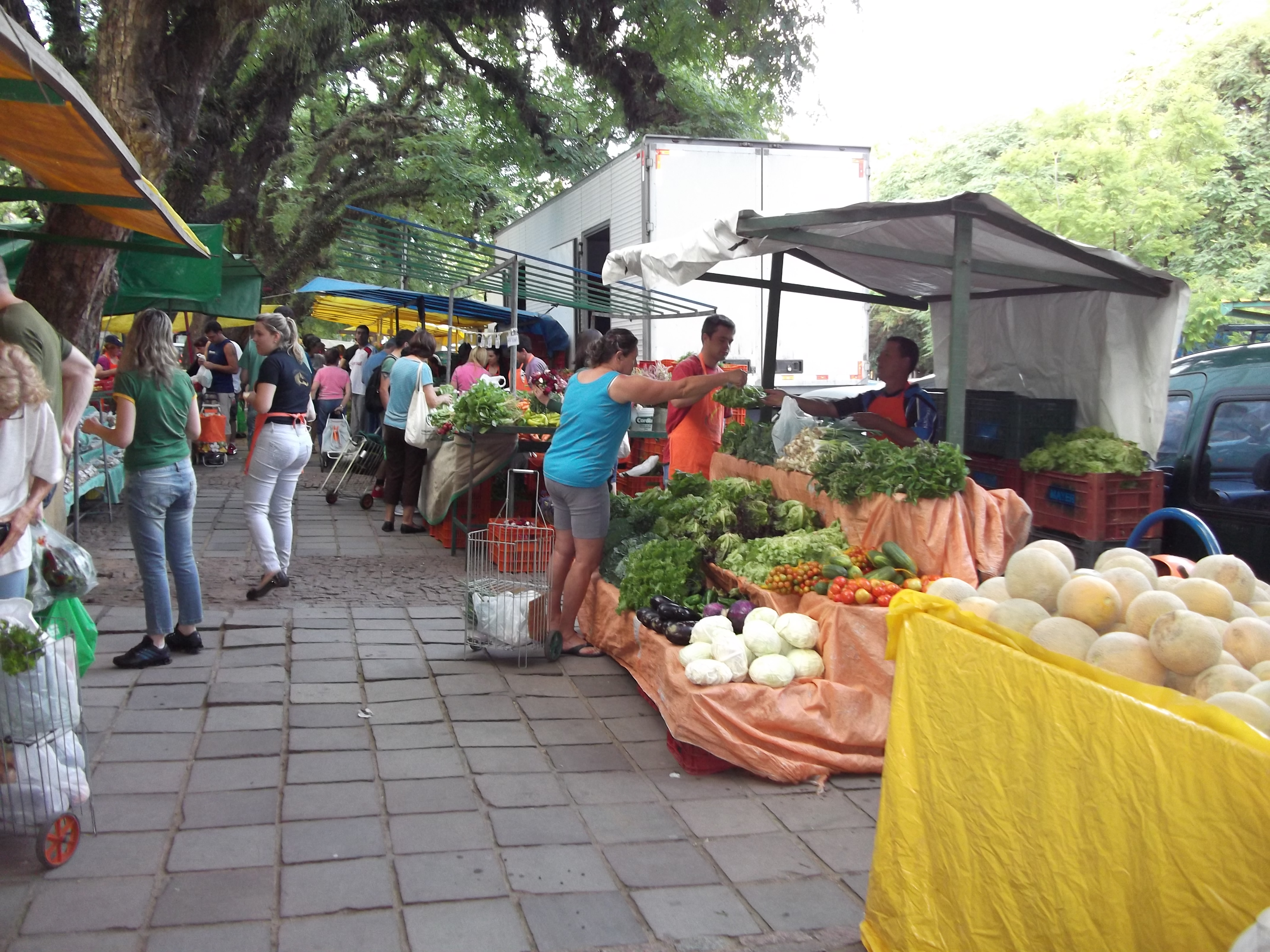
Feira ecológica em Porto Alegre.

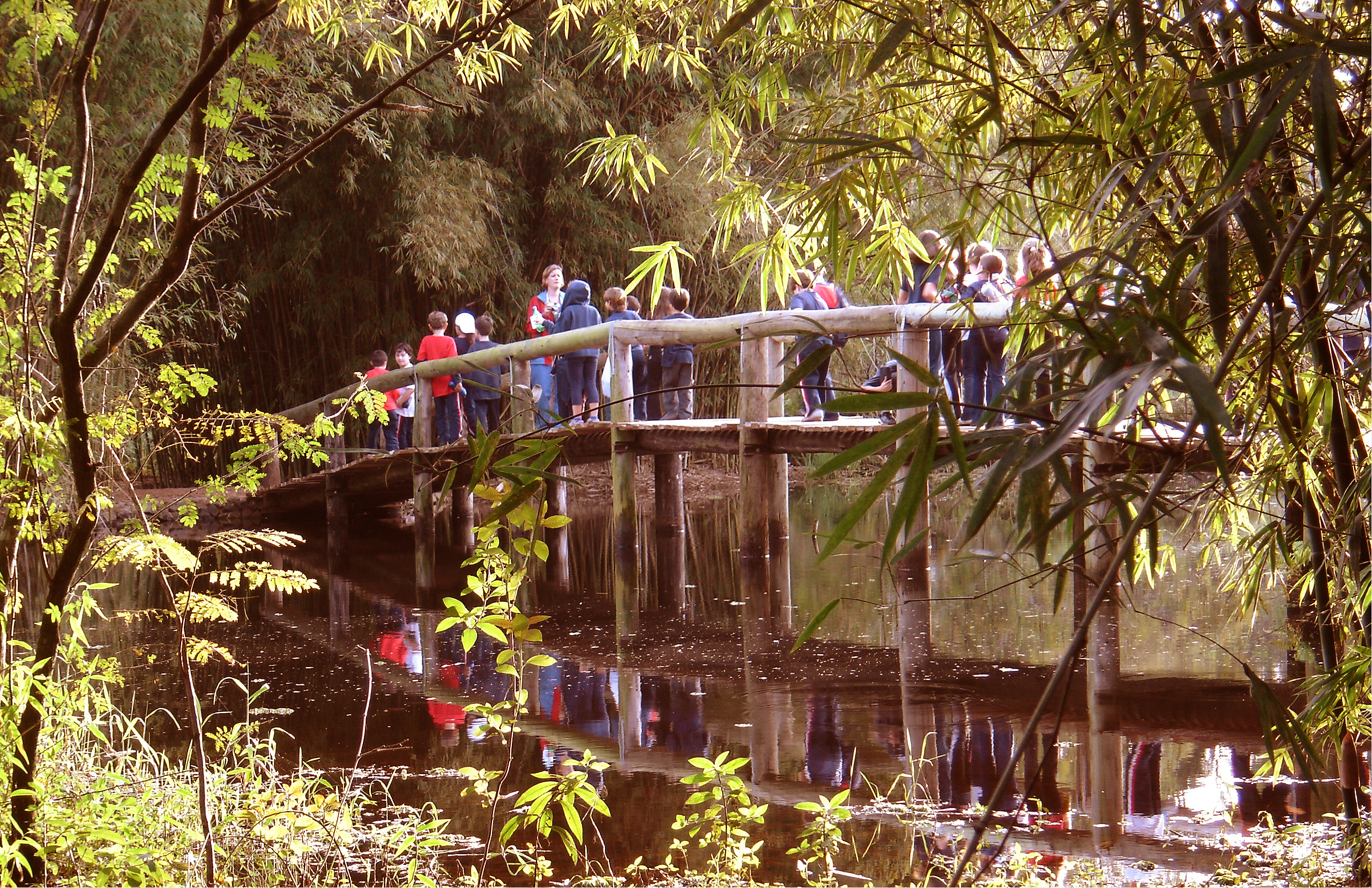
A educação ambiental desde a juventude é fundamental para assegurar o futuro das novas gerações.

Os cientistas têm recomendado enfaticamente que as ações de adaptação e mitigação envolvam todos os segmentos da população, pois sabe-se que as políticas e os programas governamentais não atingirão os resultados desejados sem uma resposta maciça e continuada da sociedade em geral. Se a população não se engaja ativa e conscientemente na adoção de novos hábitos, todo o esforço científico e oficial é inútil. Mas ações simples, pelo efeito cumulativo de milhões de pessoas mudando pequenas coisas todos os dias, no fim produzirão resultados positivos em larga escala, decisivos para evitar que as previsões mais pessimistas sobre o aquecimento se concretizem. Essa participação ainda não ocorre em níveis suficientes basicamente pela falta de conhecimento. As pessoas comuns, especialmente as mais pobres, podem ter importantes dificuldades no acesso à informação de qualidade, ouvem notícias desencontradas na imprensa ou de amigos também mal informados, e frequentemente não sabem como agir, não sendo capazes de identificar os laços entre seus hábitos de vida e os efeitos ambientais que eles produzem. A Embrapa ofereceu, com esse propósito educativo, uma listagem de ações simples cotidianas que têm grande efeito de conjunto:
- Economizar energia em todas as atividades. Por exemplo, para economizar eletricidade é útil trocar lâmpadas incandescentes por fluorescentes, deixar menos lâmpadas acesas, desligar aparelhos eletrônicos ociosos, deixar o chuveiro ligado menos tempo, usar menos o ar condicionado e evitar o consumo de alimentos congelados; para economizar petróleo e gás, preferir o transporte coletivo e veículos movidos a combustíveis renováveis, cobrir as panelas ao cozinhar, usar água fria para lavar louça e roupas.[262]
- Economizar recursos naturais em todas as atividades, evitando desperdícios e poluição. Por exemplo, sempre que possível reciclar o lixo e resíduos ou descartá-los como mandam as autoridades de sua cidade, comprar produtos com menos embalagens, reaproveitar os materiais e embalagens antes de jogá-los fora, preferir produtos de papel e plástico reciclados, reutilizar as sacolas de compras várias vezes mesmo que sejam de plástico, mas preferir sempre as de fibras naturais, que têm longa vida útil e são biodegradáveis, poupar água no banho, na lavagem da louça, da roupa, da casa e do carro; consertar o que estragou em vez de comprar um produto novo.[262]

Outras fontes apontam que também é importante evitar a aquisição de plantas e animais exóticos ou pelo menos nunca liberá-los no ambiente; plantar árvores nativas e arborizar as cidades de modo a favorecer a sobrevivência de animais nativos; comprar madeira e outros produtos naturais com certificado de sustentabilidade; preferir alimentos produzidos ecologicamente, sem pesticidas, conservantes, corantes e outros aditivos artificiais; minimizar o uso de produtos de limpeza; ser econômico no consumo de tudo; reavaliar os valores individuais e os impactos do consumo pessoal, aprendendo a respeitar a natureza e evitar sua depredação gratuita; buscar informação e ajuda; exigir das empresas, do governo e dos políticos o desenvolvimento de produtos e políticas sustentáveis, e divulgar entre amigos, parentes e comunidade o conhecimento adquirido. Nas palavras de Toni Eerola, pesquisador da UFSC e da UDESC, "pensando de maneira otimista, a ameaça do efeito estufa pode ser uma ótima oportunidade de aprendermos a atuar de maneira econômica e solidária".

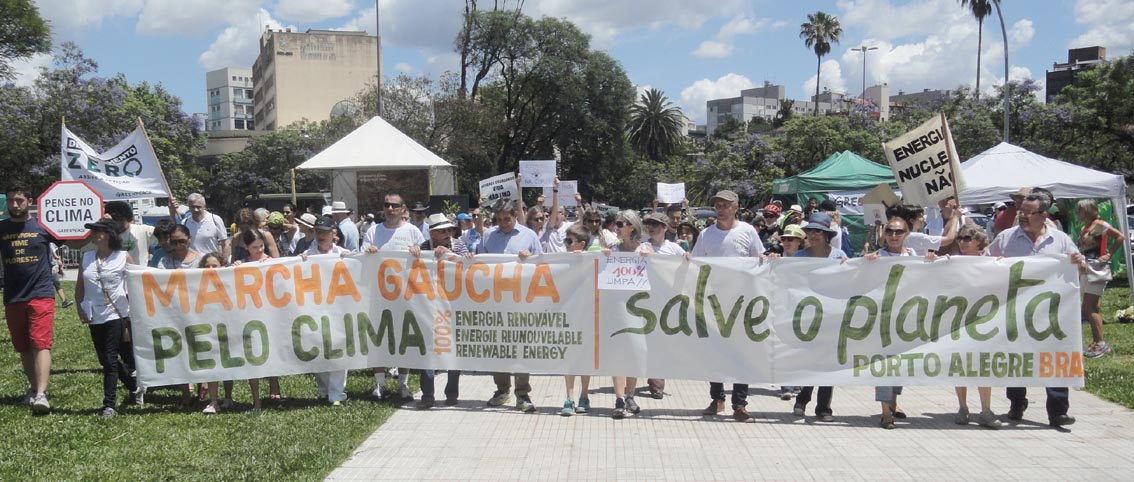
Marcha Gaúcha pelo Clima, Porto Alegre, 2015.